# Мобилизация в России (с 2022)
Мобилиза́ция в Росси́и была объявлена 21 сентября 2022 года в ходе вторжения России на Украину и вскоре после контрнаступления Вооружённых сил Украины, которое привело к деоккупации всей территории Харьковской области к западу от реки Оскол. Президент Владимир Путин издал указ «Об объявлении частичной мобилизации в Российской Федерации». Мобилизационные мероприятия начались в день объявления указа — 21 сентября.
Президент России ранее избегал объявления мобилизации и несколько раз обещал не проводить её, но потери личного состава, недостаток войск для удержания фронта протяжённостью более 2000 километров и призывы активных сторонников войны склонили к объявлению мобилизации.
Объявлением мобилизации Путин нарастил военные усилия РФ в войне с Украиной. Несмотря на недавнее поражение под Харьковом, которое и было одной из основных причин объявления мобилизации, в своём обращении президент утверждал, что цели России на Украине не изменились. Однако кроме этого Путин заявил о «ядерном шантаже» со стороны США и Европы, угрожая использованием ядерного оружия. Pеферендумы на оккупированных территориях Украины, объявленные менее чем за сутки до мобилизации, были использованы как обоснование необходимости мобилизации. Мобилизация объявлена впервые в современной истории России.
Официальные лица заявили о мобилизации 300 тысяч человек, однако некоторые СМИ со ссылкой на анонимные источники в правительственных кругах утверждали, что планируется мобилизовать не менее 1 млн человек.
Часть мобилизованных сразу отправили на передовую для закрытия брешей в обороне, где их подразделения понесли существенные потери. Появились многочисленные свидетельства мобилизованных, которые попали в плен или отступили с большими потерями. Выжившие описывали похожую ситуацию отправки на фронт с целью закрыть бреши на передовой, недостаточного снабжения, отсутствия связи и командования.
Министр обороны Сергей Шойгу 28 октября 2022 года доложил Путину о завершении «мобилизационных мероприятий» (призывной кампании), однако указ президента продолжает действовать, закрепив возможность возобновления массовых мероприятий при необходимости. Так как мобилизация не закончилась, военнослужащие не могут прекратить свои контракты, ведь п.4 действующего указа прямо запрещает им уволиться с военной службы «до окончания периода мобилизации». По заявлению официальных лиц, цель в 300 тысяч мобилизованных была достигнута. Российские власти, ранее отрицавшие возможность мобилизации, стали отрицать возможность её продолжения.
Власти продолжили вербовку в воюющую армию (в том числе из числа срочников и за рубежом), попутно ужесточая законодательство для набора в неё и готовя реестр повесток. В 2024 году суммы выплат по контракту значительно выросли, также снималась уголовная ответственность и судимость.
Начало мобилизации вызвало резкий рост тревожных настроений в обществе, масштабный выезд из страны и последующий дефицит кадров в экономике. Отсутствие ротации на передовой и бессрочная мобилизация вызвали недовольство родственников мобилизованных. При этом осуждённые за тяжкие преступления получали помилование и возвращались в российские города.

## Предыстория
В ходе военных реформ 2008—2020 годов, инициированных при министре обороны Анатолии Сердюкове, численность российской армии была сокращена. Поменялась её структура, чтобы больше отвечать современным вызовам — профессиональная армия должна быть готова к борьбе с терроризмом и урегулированию небольших региональных конфликтов. Россия, в отличие от СССР, больше не готовилась к Третьей мировой войне и прямому столкновению с крупной регулярной армией. Реформы носили половинчатый характер и были частично развёрнуты при новом министре Сергее Шойгу. В результате соединения в сухопутных войсках состояли из контрактников и плохо подготовленных призывников. С началом войны это привело к тому, что в боевых подразделениях оказался серьёзный некомплект военнослужащих.
В советской и дореформенной российской армии существовали кадрированные части. В мирное время в этих частях служило небольшое число офицеров, содержалось в боевой готовности вооружение, а в военное время их доукомплектовывали солдатами-резервистами. Подразумевалось, что в кадрированных частях резервисты будут быстро восстанавливать военные навыки, проходить боевое слаживание, и в результате удастся быстро нарастить численность армии. После реформ 2008 года кадрированные части были упразднены, что привело к потере возможностей советской системы мобилизационного резерва.
В 2014 году начала создаваться система добровольного военного резерва. Бывшие военнослужащие могут подписать контракт, после чего будут получать небольшое вознаграждение и должны участвовать в ежемесячных занятиях, а также в ежегодных учениях; эти резервисты могли быть призваны в любое время. С 2016 года командование отчитывалось об участии резервистов во всех крупных российских учениях, а в 2021 году российские военные и новостные издания стали упоминать новый проект Министерства обороны РФ — боевой армейский резерв страны (БАРС). В 2021 году сообщалось, что в Южном военном округе набрано 38 тыс. резервистов БАРС, однако с началом войны об этих резервистах ничего не было слышно, что указывало на общую неработоспособность структуры. В июне 2022 года Министерство обороны Великобритании сообщало, что российское Минобороны задействовало участников БАРС в боях в Донбассе.
Российское командование рассчитывало на блицкриг на Украине и то, что для кампании хватит ударной группы 150—170 тысяч человек. Вопрос о мобилизации стал подниматься уже в конце марта — на фоне военных неудач и перед решением Минобороны отвести войска от Киева. Объявления всеобщей мобилизации ожидали к 9 мая 2022 года. Однако российские власти с начала войны 14 раз отвергали возможность мобилизации, следует из подсчётов The Moscow Times. 13 сентября, за восемь дней до объявления о начале мобилизации, пресс-секретарь президента России Дмитрий Песков заявил, что вопрос о мобилизации в настоящее время не рассматривается.

### Скрытая мобилизация в России
Доставлять повестки находящимся в запасе и резервистам стали уже в апреле. Повестки поручали раздавать дворникам, но документы были оформлены неправильно — в них не была указана цель вызова. Массово рассылавшиеся по почте повестки предписывали явиться в военкомат «для уточнения документов воинского учёта». Явившимся в военкоматы предлагали подписать контракт, обещая службу и работу в тылу. В действительности контрактники отправлялись в зону боевых действий.
Для расширения потенциальной базы контрактников 28 мая Владимир Путин подписал поправки в закон «О воинской обязанности и военной службе», которыми исключался предельный возраст для желающих заключить первый контракт.

### Участие российских заключённых
Начиная с июля 2022 года СМИ сообщали о посещении тюремных колоний Евгением Пригожиным. Он начал вербовочный тур с колоний для бывших силовиков, а затем переключился на учреждения строгого режима. Пригожин предлагал заключённым принять участие в боевых действиях в составе подконтрольной ему ЧВК «Вагнер» в обмен на помилование, снятие судимости, паспорт РФ и денежные выплаты (100 тыс. в месяц, 5 млн — в случае гибели). Сотрудники ФСИН во всех колониях оказывали содействие Пригожину и его вербовщикам. В сентябре появилось видео, подтверждающее вербовку заключённых лично Пригожиным, снятое в колонии строгого режима № 6 в республике Марий Эл. В середине сентября Ольга Романова, основательница фонда «Русь Сидящая», сообщила, что уже завербовано около 10 тысяч заключённых. По данным правозащитников Gulagu.net, Путин поручил Пригожину завербовать около 20 тысяч осуждённых.
С конца сентября 2022 года Минобороны России тоже начало вербовать заключённых на фронт. По данным «Важных историй», военные пользуются тем, что заключённые доверяют им больше, чем частным структурам. Условия «контракта» идентичны тем, что предлагает ЧВК «Вагнер»: полгода на фронте, зарплата и официальное помилование. Сотрудники ФСИН оказывают давление на заключённых, склоняя к подписанию контракта. The Insider на основе данных Украинского центра изучения и противодействия гибридным угрозам и собственного расследования делает вывод, что к середине октября на Украине погибло не менее 458 завербованных Пригожиным заключённых.
По данным фонда «Русь сидящая», на конец декабря 2022 года были завербованы 42-43 тысячи заключённых со всей страны.

### Мобилизация в ДНР и ЛНР
19 февраля 2022 года — за 5 дней до начала полномасштабного вторжения России на Украину — в российских марионеточных Донецкой и Луганской народных республиках, которые на тот момент не были признаны ни одним международно признанным государством, в том числе и Россией, началась всеобщая мобилизация. По оценкам «Восточной правозащитной группы», к середине июня в Донбассе были принудительно мобилизованы около 140 тысяч человек, и по состоянию на апрель 48 тысяч из них были отправлены в бой, а на июль — возможно, вдвое больше. Издание «Медуза» по состоянию на июль пишет о «десятках тысяч» мобилизованных в ДНР и ЛНР.
«Медуза» на основе анонимных источников писала, что мобилизация сопровождалась массовыми облавами на мужчин призывного возраста. По словам источника, связанного с властями ДНР, на предприятиях региона призвали до 75 % сотрудников. Это привело к остановке шахт, общественного транспорта, параличу городских и коммунальных служб. Чтобы избежать мобилизации, жители вынуждены скрываться или пытаться нелегально покинуть республики.
Мобилизация вскрыла многочисленные проблемы вооружённых сил ДНР и ЛНР. Новобранцы, не имеющие подготовки и боевого опыта, оказались на передовой без адекватного снабжения: в частях не хватает обмундирования, оружия, питания, медикаментов. Правозащитники сообщали об огромном — до 30 тысяч человек на август 2022 года — числе погибших среди мобилизованных новобранцев в столкновениях с хорошо подготовленными Вооружёнными силами Украины.

### Предшествующие законодательные решения
В июле 2022 года были приняты поправки в законы № 61-ФЗ «Об обороне» (ст. 26.1), № 223-ФЗ (ст. 3.6), 44-ФЗ (ст. 95), разрешающие правительству временное расконсервирование мобилизационных мощностей и объектов, распечатывать госрезерв, заставлять работать сверхурочно. Таким образом была подготовлена законодательная база для перехода к мобилизационной экономике.
20 сентября Государственная дума России единогласно приняла поправки о включении в Уголовный кодекс понятий «мобилизация», «военное положение» и «военное время», и введении нескольких статей, связанных с военными действиями. «Добровольная сдача в плен» (ст. 352.1) предполагает до 10 лет лишения свободы, «Мародёрство» (ст. 356.1) — до 15 лет, наказание за самовольное оставление военной части в период мобилизации и военного положения было увеличено до 10 лет лишения свободы. Была введена уголовная ответственность за неявку «запасника» на военные сборы или дезертирство в период мобилизации. Закон также ввёл наказание (часть 2.1 статьи 332 УК) за неисполнение приказа в период «мобилизации», «военного положения» или «военного времени», а также за отказ участвовать в военных действиях и операциях — от 2 до 3 лет. По словам юриста, который прокомментировал законодательные новеллы для The Insider, одной из задач нового закона стало фактическое закрепощение военнослужащих на фронте и борьба с отказниками.
Политолог Екатерина Шульман обратила внимание, что 20 сентября Госдума только одобрила законопроект во втором и третьем чтениях, но на официальном портале Госдумы он уже был отмечен как принятый обеими палатами парламента, подписанный президентом и опубликованный.

## Причины
За 7 месяцев войны российская армия понесла высокие потери. 21 сентября Сергей Шойгу сообщил, что погибло 5937 военнослужащих, а среди раненых возвращаются в строй 90 %. Независимые эксперты, СМИ и иностранные разведки признавали эти цифры многократно заниженными. Так, журналисты «Русской службы Би-би-си» к 16 сентября по открытым источниками насчитали 6476 подтверждённых погибших и подчёркивали, что составленный ими список на 40—60 % меньше полного числа захороненных тел. Издание отмечало гибель более 1000 элитных военных профессионалов, включая более 70 военных лётчиков, более 370 морпехов, сотни десантников, более 200 бойцов спецназа ГРУ, почти каждый четвёртый из этого числа — офицер. Пентагон считал, что к началу августа, ещё до украинского контрнаступления на востоке страны, российские войска могли потерять 80 тысяч человек убитыми и ранеными.
К началу мобилизации Россия задействовала на Украине максимум 170 тысяч человек — как регулярной армии, так и всех остальных участвующих структур. Однако ни набор добровольцев, ни вербовка заключённых в исправительных учреждениях не могли компенсировать нарастающих потерь и большого числа отказников. Для фронта в 1300 км этой армии было недостаточно не только для наступления, но и для обороны занятых позиций. Вооружённые силы Украины, в которых служило около 700 тысяч человек, смогли воспользоваться российским дефицитом пехоты и провели успешное контрнаступление в Харьковской области.
Российское руководство до последнего избегало мобилизации по политическим мотивам. Однако после неудач на северо-востоке Украины стало важнее восстановить инициативу во всё более хаотично протекающей «спецоперации», подорвавшей как лидерство Путина внутри РФ, так и его позиции в международных отношениях, укрепить моральный дух россиян.

## Объявление

Первая страница Указа Президента России «Об объявлении частичной мобилизации в Российской Федерации»

Государственные СМИ анонсировали обращение президента Путина по поводу «референдумов» и выступление министра обороны Шойгу на вечер 20 сентября, но в последний момент трансляция была перенесена на следующее утро. Утром 21 сентября в телеобращении Владимир Путин объявил «частичную мобилизацию» в России. Он заявил, что страна воюет с «коллективным Западом», пригрозив применить ядерное оружие. Путин сказал, что призыву подлежат «только граждане, которые состоят в запасе», прежде всего люди, ранее служившие в армии. Кроме того, президент пообещал, что призванные граждане получат те же условия, что и служащие по контракту.
В тот же день на официальном интернет-портале правовой информации pravo.gov.ru был опубликован Указ Президента Российской Федерации № 647 «Об объявлении частичной мобилизации в Российской Федерации». Пункт 10 регламентировал, что документ вступает в силу со дня его официального опубликования на официальном интернет-портале правовой информации, то есть 21 сентября 2022 года. На следующий день указ был опубликован в официальном печатном органе Правительства России — на первой полосе номера 213 (8861) «Российской газеты».
По мнению профессора политологии и национальной безопасности Университета Нью-Хейвена Мэтью Шмидта, речь Путина во многом была направлена на внутреннюю аудиторию с целью вернуть инициативу и укрепить моральный дух россиян. «Возможно, что Путин также надеется на рост своей популярности, подобный произошедшему после аннексии Россией Крыма в 2014 году. <…> Мобилизация — это не военное решение, а способ попытаться контролировать нарратив о войне, которую он [Путин] понимает, что проигрывает, на фоне плохих новостей о провалах армии РФ на линии фронта», — считает Шмидт. Также Шмидт отмечает: «Моральный дух общественности — это моральный дух армии. <…> Путин должен сказать, что Большая Россия находится под ударом. Ему очень трудно это продать; это подвергает его руководство большому напряжению». Александр Баунов из Фонда Карнеги считает, что создаваемый образ «России под ударом» заключается в том, чтобы в глазах россиян превратить вторжение России в соседнюю страну в оборонительную войну, что «сделает конфликт более легитимным в глазах простых россиян, оставив Кремлю свободу принимать любые решения и принимать любые меры, которые он сочтёт необходимыми». Это необходимо, так как «временной, человеческий, материальный, дипломатический ресурс „спецоперации“ близится к исчерпанию, и Путин делает решительный шаг, чтобы закончить как можно скорее, зафиксировав прибыли и убытки».

## Характер

### Нормативно-правовые акты
В Указе Президента Российской Федерации от 21.09.2022 года № 647 «Об объявлении частичной мобилизации в Российской Федерации» говорится, что мобилизация является частичной, однако в тексте указа не приводится подробностей проводимых мобилизационных мероприятий, не определены подлежащие мобилизации разряды запаса вооружённых сил Российской Федерации и иные критерии, по которым можно было бы отделить частичную мобилизацию от общей. В указе также перечислены основания для увольнения с военной службы в период мобилизации. Их три — возраст, состояние здоровья, приговор суда о лишении свободы. Указ о мобилизации не говорит, что призыву подлежат только военнослужащие запаса.
В конце октября 2022 года Госдума приняла в третьем, окончательном, чтении закон, отменяющий запрет на призыв по мобилизации граждан, имеющих неснятую или непогашенную судимость за совершение тяжкого преступления, в том числе за убийства, грабежи, разбой и наркоторговлю. Призыв по мобилизации при этом будет запрещён для осуждённых за преступления против половой неприкосновенности несовершеннолетних, а также по «террористическим» и «экстремистским» статьям.
25 ноября Владимир Путин подписал указ о создании до 30 декабря 2022 года общего реестра россиян, состоящих на воинском учёте. Участвовать в создании этой базы данных будут Минобороны, Минцифры, а также Федеральная налоговая служба. Такое решение давно назрело — по словам секретаря Комитета солдатских матерей Валентины Мельниковой, комитеты солдатских матерей с 1990 года требовали создания базы компьютерного учёта в военкоматах — но личные дела призывников — до сих пор на бумаге, а начавшаяся мобилизация выявила полнейшее отсутствие порядка в этой сфере. Правозащитники сомневаются, что информационный ресурс будет работать в полной мере. Валентина Мельникова считает, что набор будут проводить прежними методами — облавами.
Законопроект № 361804-7 находился на рассмотрении Госдумы с января 2018 года. В феврале 2022 года законопроект прошёл второе чтение, а в марте того же года его дальнейшее рассмотрение перенесли на апрель, но вернулись к нему лишь спустя год, когда к повторному второму чтению были внесены поправки о повестках и едином реестре военнообязанных, при этом изменения относились ко всем военнообязанным. Власти собираются рассылать повестки через «Госуслуги» и создать единую базу военнообязанных. Отправка повестки по сути приравнивается к её вручению. Тем, кому отправлена повестка, закроют выезд из России; внутри страны «уклонистов» будут поражать в правах.

#### Отсрочка от мобилизации
Отсрочку могут получить категории граждан, перечисленные в статье 18 закона «О воинской обязанности и военной службе», а также, согласно комментарию правозащитника Павла Чикова, граждане, являющиеся сыновьями или родными братьями погибших военнослужащих, проходивших военную службу по призыву; имеющие не снятую или непогашенную судимость. Отсрочка от призыва предоставляется работникам военно-промышленного комплекса. Сенаторы и депутаты Госдумы не подлежат мобилизации (31-ФЗ ст. 18). Согласно отдельным указам президента России, отсрочка должна предоставляться учащимся различных вузов и духовных учреждений.
В указе Путина была обозначена единственная категория, которым полагается отсрочка, — сотрудники предприятий ОПК. Позже правительство обозначило, что «бронь» будет доступна некоторым специалистам в аккредитованных компаниях из сферы IT, связи, СМИ, а также организаций, обеспечивающих стабильность национальной платёжной системы и инфраструктуры финансового рынка. 30 сентября в постановлении правительства «О правилах предоставления отсрочки от призыва по мобилизации» отсрочку дали руководителям и сотрудникам организаций, участвующим в исполнении государственного оборонного заказа.
Сразу после объявления мобилизации различные отраслевые организации стали лоббировать для себя особые условия и возможность «брони» для особо ценных сотрудников: транспортники, аграрии, профсоюзы моряков и шахтёров, производители электроники и др. Главы четырёх бизнес-объединений и Корпорации МСП через премьер-министра просили об отсрочке для всех физлиц — учредителей предприятий, их руководителей, главных бухгалтеров, ИП, глав фермерских хозяйств. Лоббистами некоторых отраслей выступили соответствующие министерства: например, Минприроды предложило освободить от мобилизации мусорщиков и водителей мусоровозов, Минцифры лоббировало бронь для сотрудников IT-компаний — ранее в апреле для них предусмотрели отсрочку от призыва. Председатель союза адвокатов предложил отправлять адвокатов на альтернативную службу в «новые регионы», чтобы те «начали жить по законам России».
Особый порядок мобилизации сложился для «силовиков». В разосланной методичке Генштаба «О порядке предоставления отсрочек» упоминаются работники прокуратуры, Следственного комитета и МЧС России. Также сообщалось, что мобилизации не подлежат сотрудники региональных ФСИН. Такой же особый статус получили врачи некоторых больниц: НМИЦ имени Дмитрия Рогачёва, который открывал Путин, и Центральная клиническая больница с поликлиникой, в которой лечатся высокопоставленные российские чиновники.
Предприятия торгуются с военкоматами за «бронь» части сотрудников, «сдавая» военным определённый процент сотрудников. Иногда организациям предлагают откупиться. Так, власти Марий Эл просили бизнесменов жертвовать до 1 % с выручки на мобилизацию в обмен на «бронь» сотрудников.
Правительство Сахалинской области потребовало у глав районов изъять до 20 декабря у госслужащих удостоверения об отсрочках от мобилизации, выданные им ранее. Такая мера может предприниматься в двух случаях: либо при аннулировании отсрочки, либо при окончании мобилизации. Таким образом, изъятие отсрочек может быть связано с пересмотром и уменьшением их числа для дальнейшего набора.
РПЦ пришла к временному соглашению с Минобороны, по словам патриарха Кирилла, духовенству была предоставлена отсрочка «на всё время пребывания в священном сане». В декабре патриарх потребовал закрепить решение законодательно.
В октябре депутаты Госдумы рассматривали законопроект о предоставлении отсрочки для отцов с тремя детьми, но не приняли его. Указания Генштаба остались для служебного пользования, они не были официально опубликованы. Тогда же Вячеслав Володин сообщил, что несмотря на то, что закон не принят, нужно руководствоваться документами Генштаба и Минобороны, согласно которым отцы трёх и более детей освобождаются от мобилизации. В тот же период отменили решения о мобилизации о 9500 мужчин, подпадающих под действие документов. Глава общественного движения «Гражданин. Армия. Право» Сергей Кривенко отмечает, что директива Генштаба применима только к сотрудникам Минобороны, при этом юрист видел решения судов о возвращении отцов трёх детей домой. Для граждан действует только закон, в котором сказано, что отсрочка положена мужчинам с четырьмя и более детьми. В январе военный комиссар Забайкальского края Юрий Шувалов заявил, что эти указания были отменены ещё 21 декабря. Об этом также сообщила депутат Госдумы Нина Останина со ссылкой на члена Совета по правам человека Ирину Киркору. 13 января Андрей Турчак сообщил, что отсрочка продолжает действовать, этот вопрос решён с Министерством обороны РФ. Правозащитник Павел Чиков отметил, что в Забайкалье суды массово отменяют решения о возвращении из армии многодетных мобилизованных.
По информации правозащитной организации «Школа призывника», опубликованной в январе 2025 года, суд признал право на освобождение от срочной службы родственников погибших во время вторжения России на Украину: сыновей и родных братьев.

#### Анализ
Политолог Екатерина Шульман указала, что по тексту указа Путина о мобилизации «призвать можно кого угодно, кроме работников оборонно-промышленного комплекса». Юрист Павел Чиков выразил мнение, что «[фактически] Минобороны РФ будет решать, кого, откуда и в каком количестве отправлять на войну».
По данным «Новой газеты. Европа», губернаторам регионов уже спустили нормативы о мобилизации, в которых призвать планируется до 3 % всего мужского населения 18-50 лет. Официально планы набора регионы стараются не озвучивать. Однако даже из опубликованных цифр видно: призыв распределяется неравномерно. Где-то на фронт собираются отправить 0,3 % мужчин призывного возраста, а где-то — до 3 %.
Пункт № 7 указа о мобилизации, предписывающий количество мобилизуемых, является засекреченным. Официальные лица заявляют о мобилизации 300 тысяч человек, однако некоторые СМИ со ссылкой на анонимные источники в правительственных кругах сообщили, что планируется мобилизовать не менее 1 млн человек. Сообщения о мобилизации свыше 1 млн человек пресс-секретарь президента Дмитрий Песков назвал неправдой.

### Официальные заявления
По заявлениям Путина и Шойгу, мобилизуются: граждане в запасе, прежде всего служившие в армии, имеющие военно-учётную специальность и боевой опыт. Наличие боевого опыта заявлено одним из основных факторов призыва. Потребность в военно-учётных специальностях, где должности могут замещаться женщинами — минимальна. Согласно заявлению Шойгу, мобилизация затронет 1 % от общего мобилизационного ресурса, всего должны мобилизовать 300 тысяч человек. Заявлялось, что их отправят на подготовку или переподготовку, далее — на войну с Украиной. Однако все эти ограничения в тексте указа не содержатся.
Заявление Шойгу о призыве 300 тысяч резервистов не согласуется с другими его заявлениями о незначительных потерях армии РФ. Шойгу говорит о потерях менее 6 тыс. военнослужащих, или около 3 % участвующих российских сил. Украина число потерь РФ оценивает в 10 раз больше.
Минобороны РФ дало разъяснения о мобилизации, в том числе о том, кого будут забирать в армию, а кого нет. Согласно разъяснению, забирать планируют специалистов, которые могут служить стрелками, танкистами, артиллеристами, водителями, механиками-водителями. Приоритет отдаётся тем, кто обладает подходящими военно-учётными специальностями, очерёдность призыва из запаса не определена; число призываемых определяется штатной потребностью комплектуемых частей.
Сотрудники горячей линии Минобороны РФ ответили изданию Baza, что за неявку в военкомат по повестке предусмотрена лишь административная ответственность — штраф в размере от 500 до 3000 рублей.
На правительственном портале «Объясняем.рф», где власти России разъясняют условия мобилизации, появилось сообщение о том, что жители Российской Федерации не смогут пройти альтернативную гражданскую службу в рамках объявленной «частичной мобилизации». Это противоречит Конституции России.
26 сентября пресс-секретарь президента России Дмитрий Песков признал, что «есть случаи, когда указ (о мобилизации) нарушается», заявив, что нарушения будут пресекаться, и что за организацию призыва отвечают губернаторы и военкоматы на местах. В тот же день Минобороны РФ сообщило, что в условиях проведения в Российской Федерации мобилизации ограничений на передвижение граждан не предусматривается.
В декабре 2022 Владимир Путин отверг возможность новой волны мобилизации в стране в ближайшее время. По его словам, в этом нет необходимости. Президент России заявил, что на данный момент из 300 тысяч мобилизованных в первую волну только 150 тысяч находятся в зоне боевых действий.
21 декабря Сергей Шойгу заявил, что было забронировано более 830 тысяч граждан, работающих на предприятиях ОПК и в других социально значимых сферах. Также, по его словам, более 20 тысяч человек записались в войска в качестве добровольцев.
В июне 2023 года президент России Владимир Путин заявил о том, что Министерство обороны страны не видит необходимости в дополнительной мобилизации на данный момент, несмотря на то, что отдельные общественные деятели считают нужным призвать в армию от одного до двух миллионов человек. По его словам, все зависит от поставленных Россией целей. При этом Путин задал риторический вопрос: «Нужно ли нашим войскам возвращаться под Киев?», и уточнил, что только он может ответить на него.
14 декабря 2023 года на прямой линии Владимир Путин заявил, что на данный момент необходимости во второй волне мобилизации нет. По его словам, во время «частичной мобилизации» 2022 года было призвано 300 тысяч человек. Из них 244 тысячи, на тот момент, находились в зоне боевых действий, а 41 тысяча уволена в связи с достижением возраста, по здоровью и по другим причинам. 14 мобилизованных получили звание Героя России.

#### Заявления военных комиссаров
Военный комиссар города Назарово и Назаровского района Красноярского края Олег Тихончук публично перечислил критерии, по которым отбираются мобилизованные. По его информации, призыву по мобилизации не подлежат только те граждане, перечень которых определён в федеральном законе «О мобилизации и мобилизационной подготовке». Он также уточнил, что при мобилизации медицинская комиссия не проводится, и что нет ограничений по возрасту, по факту прохождения военной службы, по факту ограниченной годности.
Военный комиссар из Курской области Владимир Родионов заявил, что «военкомат жалеть никого не будет».
Военком Москвы предупредил, что адвокатов, помогающих незаконно избежать мобилизации, будут привлекать к ответственности.

#### Сроки проведения и «окончание» мобилизации
23 сентября 2022 года телеканал «Дождь» сообщил, что ожидается три волны мобилизации. Первая может пройти с 26 сентября по 10 октября, вторая — с 11 октября по 25 октября, а третья — с 26 октября по 10 ноября. 10 октября в Курской, а затем в Ростовской области власти объявили, что уже получили второе мобилизационное задание. Военный комиссар Бурятии также рассказал о «небольшом донаборе» в регионе. В то же время в Госдуме и Кремле отрицают разделение мобилизации на этапы и уверяют, что о второй волне речи не идёт.
17 октября Сергей Собянин заявил о выполнении задачи по мобилизации и закрытии временных пунктов сбора в Москве и аннулировании разосланных повесток. Губернатор Подмосковья вслед за столицей сделал аналогичное заявление. Однако попытки призвать были и после таких заявлений.
18 октября пресс-секретарь президента, отвечая на вопрос, планируется ли объявить о завершении мобилизации по всей России, заявил, что такого решения пока нет.
28 октября министр обороны РФ Сергей Шойгу на встрече с президентом доложил, что мероприятия по мобилизации закончены, а военкоматы продолжат набор только за счёт приёма добровольцев. Однако — так как закон и указ о мобилизации предполагают её объявление, а завершение или прекращение публичными нормативными актами никак не урегулированы — правовой режим сохраняется. Власти регионов не обладают никакими полномочиями по её завершению. Донабор или новая волна призыва могут возникнуть в любой момент. Военные эксперты, в том числе ISW, объясняют завершение мероприятий по мобилизации тем, что 1 ноября в России начинается осенний призыв, и военкоматы просто не смогут одновременно заниматься и мобилизацией, и призывом.

Сергей Шойгу отчитался не об окончании частичной мобилизации, а о том, что набрано заданное количество человек — 300 тысяч. Об окончании мобилизации может объявить только президент, подписав указ. Пока указа нет, поэтому все работы продолжаются в прежнем режиме, вручаются повестки, мобилизованные проходят подготовку.
— Горячая линия Минобороны
31 октября Владимир Путин заявил, что не задумывался об указе о завершении мобилизации, хотя на горячей линии Минобороны, в справочной мэрии Москвы и Петербурга, пресс-служба ЗВО и главы регионов прямо ссылаются на его отсутствие и продолжают раздачу повесток, в некоторых случаях военкомы принудительно записывали в добровольцы.
1 ноября в Кремле заявили, что указ о завершении мобилизации в России «не нужен». Как отмечают правозащитники, в отличие от военного положения, введение и отмена которого указами президента прямо прописаны в законе, окончание мобилизации ничем не предусмотрено. Нежелание издавать такой документ говорит о том, что власти хотят оставить за собой возможность и дальше инициировать донабор в рамках мобилизационных мероприятий. Также завершение мобилизации автоматически даёт право всем контрактникам уволиться с военной службы (п.4 указа прямо запрещает им это делать). Контракты военнослужащих продолжают своё действие до окончания периода мобилизации, следовательно, окончание так или иначе должно наступить. Доклад министра президенту и пресс-релизы Минобороны нормативной (обязывающей) силы не имеют. Кроме того, основание мобилизации не отпало, так как вооружённый конфликт продолжается. Термина «демобилизация» российское законодательство не знает — в законе оно названо увольнением с военной службы (по различным основаниям) и отнесено к компетенции Минобороны и командиров войсковых частей.
2 ноября депутат Госсовета Коми Виктор Воробьёв направил президенту обращение о необходимости издания указа о завершении мобилизации. Из администрации президента ответили, что «оповещение и призыв граждан на военную службу по мобилизации» завершены с 28 октября, а военкоматы продолжают набирать в армию только контрактников и добровольцев.
23 ноября депутаты Мосгордумы Евгений Ступин (КПРФ), Михаил Тимонов (СРЗП) и Максим Круглов (Яблоко) внесли на рассмотрение проект обращения к президенту о необходимости издания указа о завершении мобилизации. В ответ на данное обращение пресс-секретарь президента Дмитрий Песков заявил, что никаких новых решений по этому вопросу не принималось.
21 ноября 2022 года Песков заявил, что в Кремле новая волна мобилизации не обсуждается, но не может «говорить за Минобороны». Выдача повесток тем временем продолжается.
18 мая 2023 года Пленум Верховного Суда Российской Федерации издал Постановление № 11 «О практике рассмотрения судами уголовных дел о преступлениях против военной службы», в пункте 2 которого отметил, что период мобилизации (общей или частичной) начинается с даты и времени начала действия мобилизации, которые устанавливаются соответствующим Указом Президента Российской Федерации, и заканчивается датой и временем отмены (прекращения действия) мобилизации. Тем самым, суд фактически подтвердил, что мобилизация не была окончена, так как указ об её объявлении не отменялся, а отдельный указ о её прекращении не издавался.

## Ход мобилизации в сентябре-октябре 2022 года

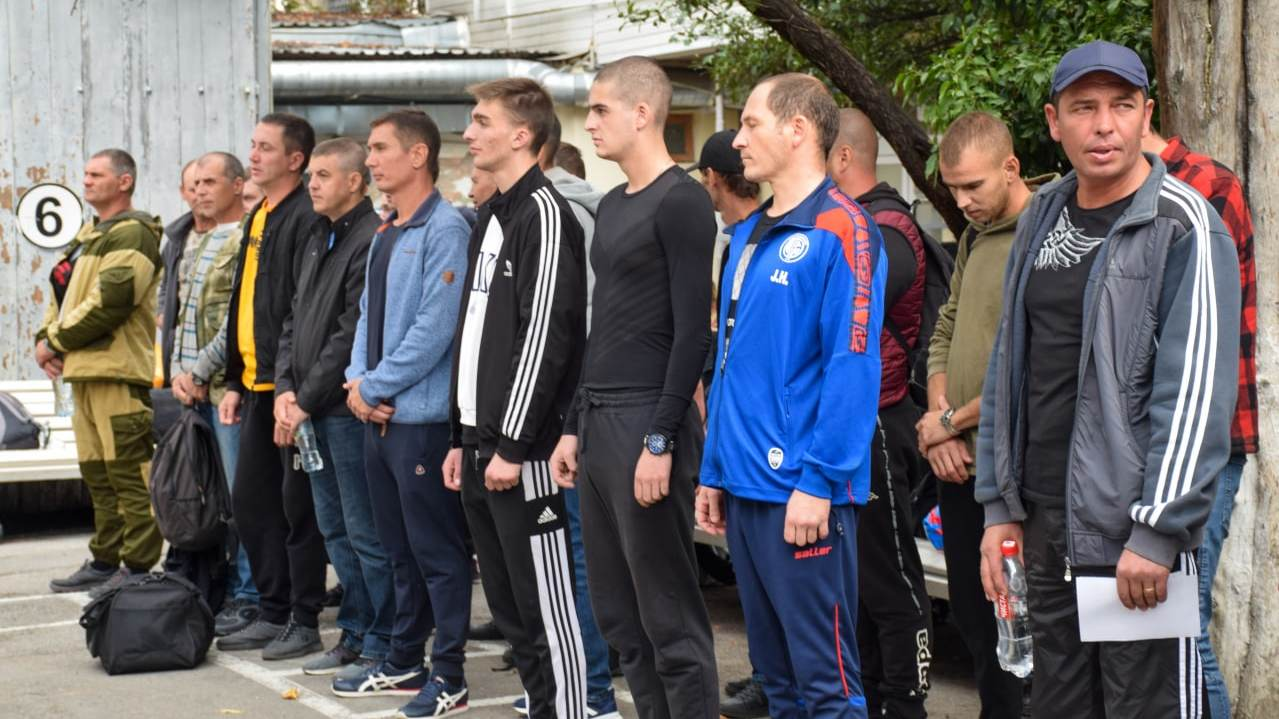
Мужчины на призывном пункте в Ялте, контролируемой Россией

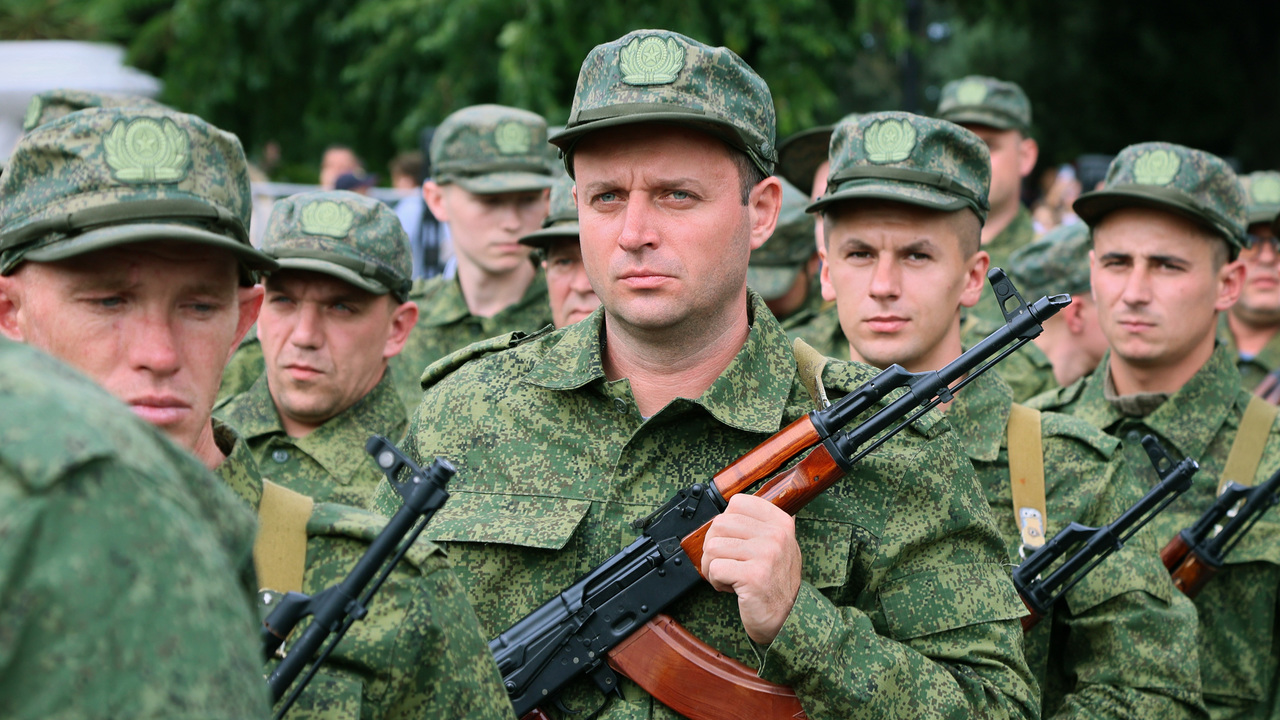
Проводы призванных в рамках мобилизации на площади Нахимова в Севастополе, контролируемом Россией

Мобилизация позиционируется как «частичная» и затрагивающая в первую очередь людей с военным опытом, однако были зафиксированы многочисленные случаи проведения неизбирательной мобилизации. Несмотря на то, что по указу работающие на оборонных предприятиях должны были получить отсрочку, на практике их мобилизовали наряду с остальными. По словам юриста правозащитной организации «Движение сознательных отказчиков» Александра Белика, организация сталкивается с двумя основными нарушениями прав: «Заметают всех подряд, кого успевают поймать, и не проводят медицинское освидетельствование». СМИ не раз описывали случаи, когда военкомы вносили неправомерные изменения в военные билеты, записывая «по ведомости замены» мобилизованных стрелками.
В военкоматах Петербурга и Москвы мобилизованным заявляли о зачислении их в тероборону. По закону № 61 от 31.05.1996 «Об обороне» территориальная оборона создаётся на территории РФ или в отдельных её местностях, в период действия военного положения, которое объявляется указом президента. Указ о введении режима «уровня базовой готовности» в Центральном федеральном округе, в рамках которого органы власти могут принять такое решение, был подписан 19 октября. Также региональные власти принимают свои положения о теробороне на основании непубличного Положения из указа президента от 1 июля 2014 года N 482 «Об утверждении Положения о территориальной обороне Российской Федерации» (ст. 22 п.3 закона «Об обороне»).
В октябре в случаях невыполнения плана по мобилизации власти шли на экстраординарные меры. Полицейские стали проводить повсеместные облавы уже в Москве и Петербурге. Причём военный комиссар Москвы отрицал информацию о вручении повесток возле станций метро. Член комитета Госдумы по обороне Виктор Соболев назвал информацию о раздаче повесток у метро «провокацией», при этом выразив крайнее недовольство темпами мобилизации в Москве. Руководство петербургской поликлиники № 99 заставляло сотрудников раздавать повестки пришедшим на приём пациентам.
ISW отмечал, что перед Кремлём стояла непростая задача — мобилизовать достаточное количество людей и при этом успокоить население. Правительству приходилось одновременно исправлять ошибки (или создавать видимость этого) бюрократических институтов, и заставлять их выполнять квоты по числу мобилизованных — в краткосрочной перспективе эти задачи противоречат друг другу. По некоторым данным, на региональных чиновников, ответственных за мобилизацию, оказывается давление с целью заполнения квот способами, которые с большей вероятностью приведут к ошибкам, чем к соблюдению заявленных принципов и потребностей эффективных, боеспособных резервных сил. Хотя Кремль стремился преуменьшить число ошибок при проведении мобилизации и переложить ответственность на бюрократические институты и сотрудников военкоматов, нарушения явно слишком распространены, чтобы быть лишь результатом единичных ошибок, и граждане России могли видеть их своими глазами или слышать о них от своих знакомых.

#### Женщины
В президентском указе о мобилизации не прописано разделение по половому признаку. После её объявления появились сообщения о том, что повестки стали приходить женщинам.
Позднее министр обороны России Сергей Шойгу пообещал, что женщин призывать не будут. При этом для получения военно-учётных специальностей не обязательно оканчивать военный вуз, женщины попадают в запас при получении профессий из сфер связи, вычислительной техники, оптических и звукометрических средств измерения и метеорологии, медицины, полиграфии и картографии. От мобилизации, помимо общих оснований, освобождаются матери одного или нескольких детей в возрасте до 16 лет и женщины со сроком беременности более 22 недель. При этом, если женщину призвали, например, на 20-й неделе беременности, когда наступит 22-я неделя, её должны уволить и дать положенную отсрочку.

#### Мигранты
Мобилизация затронула мигрантов из Центральной Азии, получивших российское гражданство и сохранивших первое гражданство. В армию призывают в том числе тех, кто не имеет гражданства России, но имеет разрешение на временное проживание (РВП) или вид на жительство (ВНЖ). Также накануне объявления мобилизации депутаты Госдумы приняли поправки в закон «О гражданстве Российской Федерации», по которому подписавшие контракт на прохождение военной службы в российской армии имеют возможность получить гражданство за год, в то время как раньше этот срок составлял пять лет. После этого мигрантов, у которых нет ни гражданства России, ни РВП или ВНЖ и которым правила мобилизации не применить, обманом и давлением принуждают подписать контракт на добровольную военную службу. После начала мобилизации председатель Совета при президенте по правам человека (СПЧ) Валерий Фадеев предложил рассмотреть возможность увеличения призывного возраста трудовых мигрантов и других граждан, прибывших в Россию и получивших гражданство, до 45 или 50 лет.
Зафиксирован случай вручения гражданину Беларуси повестки, в которой прямо указано его белорусское гражданство (согласно указу о мобилизации, призыву подлежат только граждане РФ).

#### Малочисленные и коренные народы
Региональные правозащитные организации и активисты отмечали, что мобилизация непропорционально затронула этнические меньшинства. Депутат Госдумы Сардана Авксеньтева сообщала данные целевых ориентиров призыва по некоторым регионам. Так, по её данным, в Курской области будет призвано 0,9 % мужчин призывного возраста, в Новосибирской области — 0,27 %, в Калмыкии — 1,41 %, в Якутии — 1,66 %. Таким образом, мобилизация затрагивает сильнее всего регионы с коренными и малочисленными народами. При этом в период мобилизации коренные народы не могли воспользоваться законом «Об альтернативной гражданской службе» и своим правом заменять военную службу на альтернативную. Так, к примеру, только из одного села, где проживают удэгейцы, которых осталось 1600—1800 человек по всей России, было призвано 7 человек. Тем же образом пострадали нанайцы — их в России около 10 тысяч человек. И только из этнического села Дада было призвано 40 человек — практически всё молодое население.
Чтобы избежать мобилизации, представители малочисленных народов уходят в леса на промыслы. Так, например, поступили вепсы из сёл Карелии.

#### Обеспечение
В Минобороны России не раз заявляли, что военные «обеспечены всем необходимым». При этом с начала вторжения россияне собирают «гуманитарную помощь» на фронт. После объявления мобилизации власти делают снаряжение для армии, используя труд детей, подростков и пенсионеров — и не всегда добровольно.
СМИ сообщали, что в разных регионах семьи военных самостоятельно докупали форму, предметы личной гигиены, бронежилеты и медикаменты. Мобилизованным и их семьям на низовом уровне объявляют, что нужно купить перед отправкой на фронт. В некоторых регионах власти принуждают бюджетников и студентов скидываться на обеспечение мобилизованных. Для пошива одежды стали привлекать учащихся школ и колледжей, а также женщин (в том числе пенсионного возраста). Повышенный спрос на экипировку (особенно на средства бронезащиты) со стороны населения и госструктур вызвал рост цен на военное обмундирование по всей стране и его дефицит.
Расследование BBC объясняло нехватку экипировки многолетними хищениями в структурах вооружённых сил. Депутат Госдумы Андрей Гурулёв заинтересовался исчезновением 1,5 миллиона комплектов формы с пунктов приёма военнослужащих. На правительственном сайте «Объясняем.РФ» сообщается, что армия обеспечивает мобилизованных всем необходимым, приобретение формы и обмундирования на собственные средства является частной инициативой и эти расходы не подлежат компенсации за счёт бюджета. 3 октября правительство приняло постановление, дающее регионам право закупать снаряжение и экипировку для военных по заявкам Министерства обороны.
Во многих регионах военные части оказались не готовы к приёму мобилизованных: в ряде случаев они были вынуждены спать в автобусах, на полу или под открытым небом и жечь костры, самостоятельно организовывая питание. Губернатор Курской области Роман Старовойт после посещения военных частей региона подверг критике состояние помещений и плаца, а также отметил нехватку оборудования. В Приморском крае на учениях выдали ржавые автоматы АК-47 и АКМ. По словам одного из мобилизованных из Забайкалья, им пришлось чинить танки и БТР за свой счёт.
Минобороны Великобритании считает, что запасы автоматов оставались на складах и многие из них, вероятно, находятся в непригодном для использования состоянии из-за плохого хранения, а необходимость поставлять на линию фронта разные боеприпасы (7,62 × 39 мм и 5,45 × 39 мм для АК-74М или АК-12) создаст ещё большую нагрузку на логистические цепочки российской армии.
31 января 2023 года генеральный прокурор РФ Игорь Краснов на встрече с президентом России Владимиром Путиным отметил, что удалось решить большую часть проблем с обмундированием мобилизованных, в том числе с обеспечением бронежилетами.
Хотя министерство обороны утверждает, что мобилизованные обучены и снабжены всем необходимым, те продолжают записывать видео обращений с жалобами.
«Важные истории» проверили фонд для пожертвований россиян на войну, основанный губернатором Ленинградской области. Губернатор Александр Дрозденко завысил собранную сумму в 4 раза. Более 1,6 млн поступивших рублей, в назначении платежей были прямо названы отправителями «удержаниями из зарплат». Почти 10 млн «затерялись» в структурах друга Путина, криминального авторитета Ильи Трабера.

#### Сроки
Российские власти заявляли, что мобилизованные будут проходить «доподготовку», на которую предусмотрено две недели, а затем отправятся на боевое слаживание. Таким образом, на фронте мобилизованные должны были оказаться через 1-2 месяца после начала мобилизационной кампании. 14 октября Владимир Путин сообщил, что мобилизованные проходят первичную подготовку 5-10 дней, затем, в зависимости от военно-учётной специальности, поступают в боевые части, где проходят дополнительную подготовку в течение 5-15 дней. То есть перед отправкой на фронт может пройти всего 10 дней. Формальный характер подготовки связан с перегрузкой системы и тем, что офицеры из учебных частей ранее были задействованы в войне.
Судя по жалобам мобилизованных и их близких, единых стандартов по срокам подготовки, в том числе в зависимости от опыта, нет. Некоторые попадают на фронт через несколько дней после призыва без всякого обучения. Правозащитная организация «Первый отдел» сообщила ещё 27 сентября, о случаях, когда неподготовленных к боевым действиям заставляют подписать рапорт о «готовности к отправке» на фронт.
Известно, что в первая группа погибших мобилизованных была призвана с 26 по 29 сентября в Челябинской области, и уже 3 октября они оказались под Луганском, а с же 9 октября родственникам стали приходить сообщения об их гибели. В сентябре солдат из Белгородской области через несколько дней после мобилизации отправили под Сватово Луганской области, где наступала украинская армия.

#### Выплаты
21 сентября, объявляя о мобилизации, Владимир Путин заверил, что мобилизованные получат статус и все выплаты, на которые претендуют контрактники. 19 октября он же, уже объявляя в стране военное положение, поручил Минобороны совместно с Минфином до 1 ноября установить для мобилизованных граждан денежные выплаты, исходя из минимально гарантированного размера не менее 195 тыс. рублей за календарный месяц, со дня зачисления в списки личного состава воинской части, включая период подготовки и обучения. В то же время СМИ сообщали, что некоторым ранее мобилизованным стали приходить первые выплаты в размере 1-2 тысяч рублей. По мнению аналитиков CIT, мизерные выплаты за сентябрь могли получить те, кого успели внести в систему Единого расчетного центра Министерства обороны, исходя из среднего оклада мобилизованного по воинскому званию без надбавок — около 21 тысячи рублей. Военные эксперты из CIT сомневаются, что государство сможет гарантировать единую выплату в 195 тыс. рублей, так как это потребует пересмотра всей системы выплат военнослужащим, где всё определяется тарифами, разрядами, надбавками и коэффициентами. Из этой суммы 158 тыс. не облагаются налогом, а оставшиеся 37 тыс. облагаются подоходным налогом в 13 %, таким образом выплата составляет 190 тысяч 190 рублей.
Власти регионов объявили о мерах поддержки мобилизованных и их семей, включающих как прямые выплаты, так и социальные льготы семьям. Размер помощи сильно различается от субъекта к субъекту: в ряде случаев речь идёт только о единоразовой выплате в размере 50-300 тысяч рублей, некоторые регионы, как Москва, обещают также ежемесячно доплачивать по 50 тысяч рублей к федеральным выплатам. Одновременно есть регионы, где не хватает денег: в Омской области губернатор Александр Бурков сперва объяснял отсутствие каких-либо выплат дефицитным бюджетом и нашёл средства только после того, как скандал вышел на федеральный уровень; в бедной Туве власти выделяют мобилизованным по 5 тысяч рублей, а их семьям — продуктовые наборы, одного барана, уголь или дрова. Источником средств на выплаты мобилизованным в большинстве регионов являются резервные фонды. Так дело обстоит Иркутской, Курской и Белгородской областях, Ставропольском крае, Кабардино-Балкарии и Карачаево-Черкессии, Хакасии, Татарстане и Севастополе. На Камчатке планируют использовать Фонд развития полуострова, созданный на средства крупных рыбопромышленных компаний, в Красноярском крае часть средств на выплаты мобилизованным возьмут из средств, запланированных на улучшение жилищных условий многодетных семей.
С началом мобилизации правительством были обещаны кредитные каникулы для мобилизованных и членов их семей. 7 октября был принят новый закон о льготном периоде по кредитам, фиксирующий обещания. В случае смерти военнослужащего или приобретении им инвалидности первой группы предусмотрено списание кредита или займа. Однако, несмотря на обещания, мобилизованные столкнулись с отказами или массовыми ошибками в предоставлении кредитных каникул со стороны банков.
2 ноября Путин подписал указ о единовременной выплате 195 тысяч рублей контрактникам и мобилизованным, заключившим контракт сроком на год и более. Связан ли указ с ежемесячными выплатами, не уточняется. По мнению адвоката Захарова, ответственность за их осуществление президент возложил на правительство, и мобилизованные могут так и не получить деньги. Юрист Павел Чиков пояснял, что, в соответствии с п. 2 Указа, призванные по мобилизации имеют статус военнослужащих, проходящих военную службу по контракту. Это означает, что мобилизованные уже имеют статус контрактников, поэтому заключение с ними дополнительно какого-либо контракта не требуется. Но мобилизованным в части утверждают, что они должны подписать контракт, что означает согласие гражданина со сроком и условиями контракта — например, если он будет подписан на год, а мобилизация закончится раньше, с высокой долей вероятности военнослужащему придётся дослужить весь срок.
В сентябре 2023 года пресса сообщает, что российские военнослужащие получают до 2600 $ в месяц, что в несколько раз больше, чем зарплата среднего россиянина из провинции.
В январе 2023 года Минобороны заявило, что если указ о мобилизации перестанет действовать до завершения боевых действий, мобилизованные лишатся льгот.
С недостатком денег и невыплатами столкнулись военнослужащие практически во всей России.

#### Предварительные результаты
К 21 октября, по подсчётам «Важных историй» и CIT, под мобилизацию попали как минимум 230,5 тысячи человек в 58 регионах. Расследование показало, что в некоторых регионах призывали до 6 % запасников. По словам генпрокурора Игоря Краснова, более девяти тысяч человек власти вернули домой как незаконно мобилизованных, в их числе люди, которые по состоянию здоровья не должны были никоим образом быть мобилизованы. Среди них те, кто не годен к исполнению воинских обязанностей по состоянию здоровья.
По подсчётам Медиазоны к середине октября могли мобилизовать не менее 492 тысяч человек. Судя по данным об «избыточных» свадьбах, сильнее всего от призыва пострадала восточная часть России. Спустя четыре месяца оказалось, что поток таких свадеб не иссяк, и теперь мобилизованные женятся не только в родном регионе, а ещё и по месту службы. Новые данные ЗАГСов позволили уточнить оценку числа призванных за активный период мобилизации в сентябре и октябре — более 527 тысяч человек.
4 ноября Путин заявил о 318 тысячах мобилизованных, объяснив превышение планки в 300 тысяч «непрекращающимся потоком добровольцев». По разным официальным заявлениям из общего числа мобилизованных от 49 до 87 тысяч уже отправились «выполнять боевые задачи».
Издание The Insider в своём расследовании обнаружило, что с октября 2022 года искать в поисковике Яндекса «личный кабинет военнослужащего» (доступный только тем, кто подписал контракт с Минобороны) стали на 300—500 тысяч человек больше.
В конце мая 2023 года в журнале Минобороны «Военные комиссариаты России» опубликовали доклад главы мобилизационного управления Генштаба генерал-полковника Евгения Бурдинского. Из него следовало:
- в ходе мобилизации в ряды армии РФ «поставлено свыше 300 000 граждан» — о таком показателе ранее говорил и глава Минобороны. Из них сформировали 280 новых подразделений.
- в 2022 году добровольцами на войну записались более 17 тыс. человек, более 10 тыс. из них подали заявления через «Госуслуги».
- в российскую систему призыва уже включили военкоматы оккупированных территорий Донецкой и Луганской областей Украины. Из «ЛДНР» уже мобилизовали почти 80 тыс. человек (исходя из доклада можно предположить, что речь идёт о призыве с ноября 2022 года).
- в 2023 году планируется создать новую общевойсковую и воздушную армию, один армейский корпус, пять дивизий, 26 бригад, а также вернуть Московский и Ленинградский округа и сформировать корабельное соединение в Азовском море в составе Черноморского флота.

По наблюдениям Conflict Intelligence Team, мобилизованные попадали на фронт тремя основными способами:
- около 90 000 человек зачислены в кадровые части, испытывавшие существенный некомплект личного состава после полугода войны;
- около 200 000 из сборных пунктов были направлены во вновь формируемые «мобилизационные» части. Их назвали полками территориальных войск — ТерВ;
- меньше всего известно об отправке в части при учебных центрах, из которых затем мобилизованных отбирали для пополнения кадровых частей.

Никакого специального отбора (например, по критерию предыдущей службы в войсках) при пополнении частей не проводилось, даже ВДВ и морской пехоты, считающихся элитными. В основе комплектования лежал географический принцип. Примерно треть мобилизованных (~90 000) пополнила кадровые части, а две трети (~200 000) были отправлены во вновь формируемые части. В отличие от кадровых довоенных частей новосформированные полки и батальоны иногда передавались из подчинения одного округа в другой. Всего было создано 123 полка и батальона: 77 мотострелковых, 5 инженерно-сапёрных, 5 танковых, 7 артиллерийских полков, 18 отдельных мотострелковых батальонов и 11 артиллерийских дивизионов.
Вскоре мобилизованных стали привлекать не только для оборонительных, но и наступательных действий, что со временем стало приобретать всё более широкое распространение. Процесс отправки мобилизованных в зону боевых действий продолжался вплоть до января 2023 года, когда большинство из не менее чем 123 новых частей оказалось либо на линии фронта, либо в качестве резерва в прифронтовых районах. Зимой были созданы новые подразделения в составе кадровых частей — отдельные резервные батальоны, используемые для подготовки добровольцев, а также для сбора военнослужащих, восстанавливающихся после ранений. Далее из этих подразделений их отправляют в воюющие части, за которыми каждый из таких батальонов закреплён. Кроме того, отдельный «полк подготовки штурмовых отрядов Z» был создан для подготовки заключённых, подписавших контракт с Минобороны.
Ключевым отличием мобилизационных частей от кадровых является гибкость их использования — в зоне боевых действий они оказались в составе/подчинении совсем других частей и соединений. Также наблюдалась тенденция к разделению мобилизационных частей на меньшие подразделения с передачей последних для усиления кадровых частей.

## Дальнейший набор
Вероятность нового массового набора в виде «второй волны» стало темой постоянных обсуждений в СМИ. Telegram-канал «Можем объяснить» со ссылкой на три не связанных между собой источника в военкоматах разных регионов сообщил, что военкоматы в регионах получили предписания от Минобороны начать в январе — феврале 2023 года усиленную работу по мобилизации. Восполнять потери могут двумя способами: срочниками (на тот момент по закону после трёх месяцев службы они могли заключить контракт) и новыми мобилизованными. По закону прямо в части мобилизовать срочника, который отслужил год и демобилизовался, нельзя: он должен встать на учёт в военкомате, и после этого его могут призвать по мобилизации. Но срочников перед увольнением активно агитируют подписать контракт. Срочников, которые увольняются в запас не подписывая контракт, власти рассматривают как обученный резерв для дальнейшей мобилизации.
После начала вторжения подписание контракта срочниками стало одним из основных каналов набора. Им предлагают сделать это уже в военкомате. Там сотрудники ограничиваются уговорами, а в части срочники могут сталкиваться с серьёзным давлением и обманом. Резервистам во время плановых военных сборов также предлагают подписать контракт «с разной степенью убедительности», но такого давления, как на срочников, на резервистов нет. Другой способ поиска «добровольцев» — рейды по местам, где живут и работают мигранты. Получивших российское гражданство мигрантов обязывают встать на воинский учёт. Тем, кто этого не сделает, грозят лишением гражданства. Контрактников ищут и среди должников.
С марта 2023 года, как и годом ранее, началась повсеместная активная реклама службы по контракту и агитация старшеклассников идти в армию сразу после школы. Региональным властям поручено вербовать в первую очередь мигрантов, банкротов, должников и безработных.
Появились мобильные точки приёма добровольцев под эгидой «ЧВК Вагнера». По информации агентства Bloomberg, планируется набрать ещё 400 тысяч человек. The Washington Post, ссылаясь на документы Пентагона, сообщили о 415 тысячах, из которых 300 тысяч будут служить в качестве резерва, а 115 тысяч будут пополнять недоукомплектованные подразделения или формировать новые.
В середине марта в более чем сорока регионах начали присылать повестки в военкомат «для уточнения данных» и приглашения на военные сборы, хотя указ о сборах был опубликован и вступил в силу только 10 мая. Глава правозащитной группы «Агора» Павел Чиков заявил, что это не является второй волной мобилизации.
В конце мая в региональных сообществах в социальной сети «ВКонтакте» появились объявления, приглашающие устроиться на контрактную службу в Москве. Требования были невысокими — гражданство РФ и возраст не более 60 лет, а оплата высокой — 620 тысяч рублей в первый месяц службы и более 300 тысяч — в каждый последующий. Чтобы получить все выплаты, предлагалось перед заключением контракта с Минобороны трудоустроиться в одно из московских предприятий — «Мосгаз», «Гормост», «Мосводоканал» и другие бюджетные организации. Другие предприятия (как госкомпании, так и формально частные) также берут на зарплату добровольцев.
Из-за поправок принятого в апреле федерального закона № 127 срочников разрешено вербовать для контракта с первого дня службы — а не через три месяца, как раньше. Отправлять на фронт можно будет уже через четыре недели после начала службы. Расторгнуть контракт, согласно указу президента, им уже не удастся. Государство успокаивает родителей тем, что срочники не участвуют в войне, но вербовщики Минобороны и непосредственное начальство солдат активно агитируют срочников идти на фронт по контракту с первых месяцев службы и давят на них.
28 апреля подписан закон № 155-ФЗ, позволяющий привлекать военнослужащих-срочников к миротворческим миссиям, что позволило перенаправить контрактников на войну. На тот момент российские миротворцы были размещены в Приднестровье и Нагорном Карабахе, а также входили в состав Коллективных сил по поддержанию мира в СНГ и в Миротворческие силы ОДКБ.
В мае Путин ввёл изменения в закон об упрощённом получении гражданства участвующим в военных действиях как минимум шесть месяцев. В новой редакции не упоминается о непосредственном участии в боевых действиях, однако сохранилось обязательство в подписании военного контракта сроком в один год. Как минимум с лета 2023 года проходили «военные» облавы на мигрантов. Министерство обороны Великобритании сообщало о попытках вербовки трудовых мигрантов из Центральной Азии, чтобы избежать новой волны мобилизации перед выборами. Мигрантов пытались рекрутировать в мечетях, миграционных центрах и через рекламу в общественном транспорте. По заявлению правозащитников, в 2023 году мигрантов в разных регионах хватали на улицах и в молельных домах и заставляли подписывать договоры на военную службу. А тех, кто получил российский паспорт, увозили в военкомат и, как минимум, ставили на воинский учёт".
Би-би-си нашла свидетельства того, что российские власти пытались вербовать выходцев из Непала, Ирака, Замбии, Эстонии, Таджикистана, Сомали и Кубы. Французское издательство Intelligence Onlaine сообщило о попытках вербовки нескольких сотен граждан Сербии. В интернете в Армении и Казахстане размещались объявления, в которых рекрутам обещали первоначальные выплаты в размере 495 тысяч рублей и зарплату от 190 тысяч. При этом в Госдуме стали звучать призывы ужесточить ответственность (вплоть до лишения гражданства) за уклонение от призыва в отношении определённых групп, не только мигрантов.
Многие частные и государственные компании занимались вербовкой добровольцев, фиктивно их трудоустраивая, и обеспечивали выплаты.

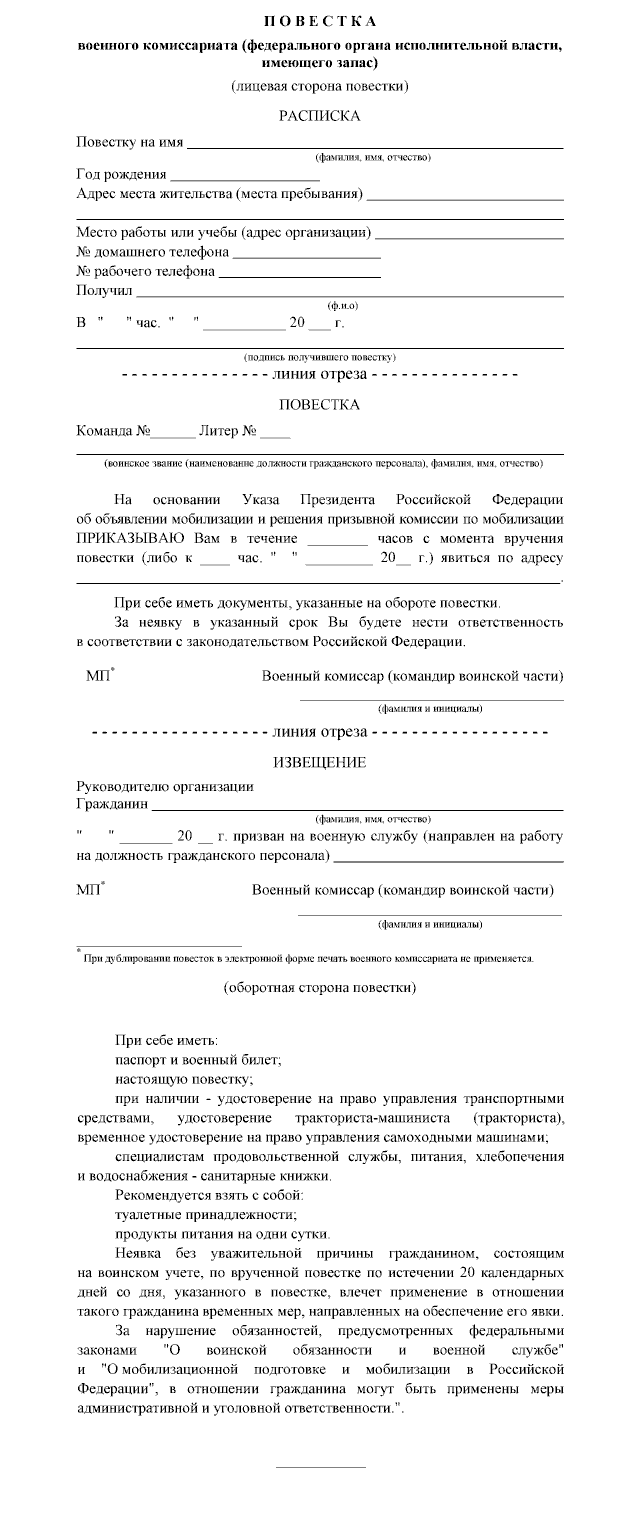
Повестка по мобилизации. В тексте говорится об уголовной ответственности, которая на самом деле не установлена за неявку в военкомат

24 июля опубликовано постановление об утверждении новой формы повестки для мобилизации. Прежде использовалась типовая форма повестки по призыву. Текст новой формы повестки ссылается на указ президента «об объявлении мобилизации», но не содержит слово «частичная» и номер указа. В тот же день вступил в силу закон о повышении на 5 лет предельного возраста пребывания в запасе.
В конце ноября Минобороны предложило изменить порядок медосвидетельствования при наборе в армию, при этом не посчитало нужным опубликовать сам текст проекта. К этому времени в армии уже наметилась тенденция, при которой годными признают явно покалеченных солдат. Направленных после ранений и заболеваний в так называемые полки выздоравливающих, возвращают на фронт в штурмовые подразделения без прохождения военно-врачебной комиссии и квалифицированной медпомощи.
По словам правозащитников, во время осеннего призыва 2023 года обострилась усилилась практика облав на мужчин призывного возраста и незаконной отправки в воинские части одним днём.
Называемое властями число в 490 тысяч контрактников и добровольцев за 2023 год, воспринималось критиками не новым пополнением, а лишь переподписанием контрактов уже воюющих нерегулярных формирований с Минобороны, среди которых лишь около 80 тысяч — новое пополнение. Об отсутствии большого числа добровольцев косвенно говорил и тот факт, что власти российских регионов увеличивают разовые выплаты за подписание контракта.

### 2024
В марте средняя сумма составила 225 тысяч рублей, увеличившись в среднем по стране в полтора раза.
20 марта Министр обороны РФ Сергей Шойгу сообщил, что «до конца года планируется сформировать две общевойсковые армии и тридцать соединений, в том числе четырнадцать дивизий и шестнадцать бригад». 3 апреля Минобороны сообщило, что с начала года контракт заключили более 100 тысяч человек.
Тогда же издание «Вёрстка» сообщило, что российские власти планируют начать массовый набор в войска для усиления группировки, воюющей с Украиной, и возможного окружения Харькова. По словам источников «Верстки», близких к администрации президента и Минобороны, в рамках возможной «мобилизации 2.0» могут призвать 300 тысяч человек. В войска могут насильно призвать резервистов, принудить срочников заключить контракт и отправиться на войну с Украиной, а также мобилизовать россиян, которые пребывают в запасе.
Весной регионы начали предлагать ещё большие суммы (до 1,5 миллиона рублей), но не было свидетельств, что эти выплаты более эффективны. Используя статистику поиска в интернете в 2024 году, по запросам в «Яндексе» «служба контракт» и «контракт СВО», можно было оценить, что эффект от повышения выплат довольно скромный: число запросов растёт примерно на 12 % от обычного уровня и в течение 7 недель постепенно сходит на нет.
31 июля президент РФ подписал указ о разовой федеральной выплате 400 тысяч рублей военным, которые с 1 августа до конца 2024 года заключат контракт на военную службу как минимум на год. Дополнительно указ рекомендует высшим должностным лицам регионов выплачивать ещё 400 тысяч рублей за счёт регионов. Не менее 27 регионов оперативно исполнили рекомендацию, подняв единоразовую региональную выплату до 400 тысяч рублей и больше.
В августе появление очередей с разных регионов в пунктах отбора в Москве совпали с наступлением украинских войск в Курской области. Ажиотаж был вызван не только подъёмом патриотических настроений, но и повышением выплат, особенно московских.
В сентябре Госдума приняла два законопроекта об освобождении от уголовной ответственности при подписании контракта. Обвиняемые в преступлениях могли уйти на фронт на любой стадии уголовного процесса: сразу после задержания, в СИЗО, во время суда или из мест заключения. Отказать в контракте могут, если статьи уголовного дела включают в себя посягательство на половую неприкосновенность несовершеннолетних, терроризм, экстремизм и государственные преступления.
По сообщениям разведки Южной Кореи в октябре, Россия, чтобы компенсировать свои значительные потери и избежать новой волны мобилизации, стала перебрасывать и готовить северокорейские силы.

### 2025
Весной 2025 года объявлен рекордный за 14 лет призыв срочников в армию. Правозащитники сообщают о незаконных задержаниях и облавах на призывников, в частности, известными стали случаи облав на московские спортзалы и метро в начале апреля.  

## Реакция в России

### Эмиграция
По официальным данным, за первую неделю территорию Российской Федерации покинули около 200 000 человек. При выезде из страны по сухопутным границам российские пограничники спрашивали мужчин об опыте службы, военной части, специальности и наличии военного билета.
Российские власти публично отрицали массовый отток граждан из страны. Как сообщали источники «Медузы», власти не планировали закрывать границу до конца «референдумов» об аннексии оккупированных территорий Украины, однако реальное развитие ситуации зависело от масштабов бегства из России.
Объявление мобилизации вызвало ажиотаж на авиарейсы из Москвы в безвизовые страны, что привело к дефициту пассажирских мест и росту цен на билеты. Была зафиксирована попытка россиян прибыть на яхте в Южную Корею. Двое россиян, спасаясь от мобилизации, на лодке успешно переправились с побережья Чукотки на остров Святого Лаврентия и запросили в США политического убежища.

#### Пограничный контроль
Ещё 19 сентября страны Балтии и Польша запретили россиянам с туристическими визами въезд на свою территорию. После начала мобилизации Эстония, Латвия и Литва фактически отказались от выдачи бегущим от мобилизации россиянам гуманитарных виз. В Эстонии сообщили, что закроют въезд для всех россиян, участвовавших в войне с Украиной. В Латвии отказались выдавать гуманитарные визы россиянам, уклоняющимся от мобилизации, «из соображений безопасности». Литва будет рассматривать заявления «в индивидуальном порядке».
23 сентября Финляндия заявила о принципиальном решении запретить гражданам России въезд в страну по туристическим визам, выданным любым из государств Шенгенской зоны. По сведениям финских пограничников, за выходные (24-25 сентября) из России въехали 17 тыс. человек.
В результате объявления мобилизации в период вторжения на Украину, на пропускном пункте Верхний Ларс образовалась многокилометровая очередь из беженцев со стороны России. На конец 27 сентября, в течение одной недели границу пересекли более 37 500 легковых автомобилей и более 115 000 людей. Людям также было отказано в проезде по спискам военкомата.
Власти Германии (не имеющей сухопутных границ с Россией) заявили о готовности предоставить убежище спасающимся от мобилизации. При этом посольство Германии неоднократно отказывало россиянам в выдаче Шенгенской визы из-за опасений, что они могут захотеть остаться в Германии из-за мобилизации в России.
Казахстан пресекал попытки нелегального перехода границы.
25 сентября правозащитник Павел Чиков сообщил о первых случаях запрета на выезд из страны. The Bell сообщил о поступивших в аэропорты списках, по которым запрещают выезд.
19 октября журналистские проекты Baza и Astra сообщили, что в базу данных пограничной службы занесено более миллиона россиян, которым запрещён выезд. 29 октября по их утверждениям, запрет был снят.
В Беларуси, по информации Baza, с 20 октября начали действовать ограничения на выезд мужчин из России.
Южная Корея отказалась предоставить убежище пятерым россиянам, бежавшим от мобилизации.

### Протесты против мобилизации
Объявление мобилизации было встречено акциями протеста в десятках российских городов. Первые акции начались спустя несколько часов на Дальнем Востоке и в Сибири, а затем перекинулись на европейскую часть страны. Полиция жестоко подавила протесты, уже к вечеру 21 сентября 2022 года в 38 городах задержал полиция задержала 1321 человека, больше всего — в Санкт-Петербурге (479) и Москве (538). По меньшей мере в нескольких ОВД Москвы и Воронежа задержанным вручили повестки в армию. В Казани и Томске на участников акций составили протоколы о дискредитации армии. Одним из инициаторов общероссийских протестов выступило молодёжное демократическое движение «Весна». 22 сентября они анонсировали новые акции, запланированные на 24 число.
Параллельно с более скоординированными протестами в некоторых городах прошли стихийные митинги против мобилизации. В Грозном 21 сентября на протест вышли до 40 женщин, все они были задержаны, 22 сентября в Дагестане протестующие перекрыли федеральную трассу. Ещё одной формой протеста против мобилизации стали поджоги военкоматов и зданий органов гражданской власти, которые с новой силой возобновились после 21 сентября. К 23 сентября неизвестные совершили нападения на военные комиссариаты в Санкт-Петербурге, Нижнем Новгороде, Хабаровске, Тольятти, Амурской области, Оренбургской области, Волгоградской области и Забайкальском крае. К 26 сентября инциденты с поджогами произошли в Черняховске (Калининградская область), Мордовии, Ленинградской и Волгоградской областях.
- 24 сентября движение «Весна» опубликовало памятку по безопасности на митингах. На протестных акциях в этот день в 33 городах России было задержано 764 человека (данные на 23:00), из них около половины — в Москве[314][315].
- 25 сентября:
  - В Якутске около 400 человек, в основном женщины, провели акцию протеста против мобилизации[316].
  - В кумыкском селе Эндирей Дагестана местные жители вышли на стихийную акцию протеста против мобилизации. Судя по опубликованным в сети видео, участие в акции принимали более ста человек: по некоторым данным, они перекрыли автомобильную трассу Махачкала — Хасавюрт. Полиция стреляла в воздух, пытаясь вытеснить протестующих с дороги[317].
  - В Нальчике в Кабардино-Балкарии акция протеста прошла на площади Согласия перед зданием правительства. На митинг, судя по видеозаписям, вышло несколько десятков человек[318].
- 26 сентября:
  - На рязанском автовокзале мужчина поджёг себя. Он кричал, что не хочет идти на войну[319].
  - В Усть-Илимске (Иркутская область) во время встречи с подлежащими мобилизации в военкомате Руслан Зинин выстрелил в начальника призывной комиссии, в результате чего последний попал в реанимацию. По свидетельству очевидца, перед тем, как начать стрельбу, нападавший сказал: «Сейчас все поедем домой». По словам матери Руслана, повестка пришла его лучшему другу, который ранее не служил в армии, что очень расстроило её сына, так как ранее на Украине погиб его друг[320][321].
- 30 сентября баттл-рэпер Walkie записал видеообращение и совершил самоубийство[322].

#### Протесты женщин
В сентябре 2022 года в России возник «Совет матерей и жён», участницы которого требовали вернуть своих близких с фронта и начать переговоры с Украиной. Совет возглавила Ольга Цуканова из Самары, мать срочника, которого в части принуждали подписать контракт. Цуканова — давняя сторонница Светланы Пеуновой (Лады-Русь), в 2015 году она баллотировалась от её партии «Воля» в Самарской области. 23 сентября Цуканова опубликовала первое обращение во ВКонтакте. По словам Цукановой, в ноябре «Совете матерей и жён» участвовало несколько тысяч женщин из всех 85 регионов России. 14 ноября более 20 активисток «Совета» приехали к штабу Западного военного округа (ЗВО) в Петербурге, чтобы заявить о своих требованиях: начать переговоры с Украиной, отказаться от использования ядерного оружия, вывести срочников из Белгородской области, разобраться в случаях незаконного призыва и отправки срочников в зону военных действий. Охрана не пустила женщин в штаб ЗВО, и женщины встали в пикеты. На следующий день некоторым из них удалось пройти в штаб и поговорить с начальником по работе с обращениями граждан. На проверку обращений женщин чиновники отвели себе месяц. В конце ноября женщины из «Совета» потребовали встречи с Путиным. Их не пригласили на состоявшуюся встречу президента, как было заявлено, «с матерями мобилизованных», среди 17 женщин были лишь чиновницы, члены «Единой России» и ОНФ. Более того, представительницы организаций, пытавшиеся добиться приглашения от Кремля, обнаружили за собой слежку. По требованию Генеральной прокуратуры группа Совета во «ВКонтакте» была заблокирована на территории России.
В ноябре 2022 года обращения и выступления родственников с требованиями вывести военнослужащих с передовой и обеспечить всем необходимым прошли в той или иной форме в 15 регионах, наиболее заметные — в приграничных с Украиной областях: Курской и Воронежской. Матери и жёны белгородских мобилизованных создали петицию, в которой потребовали от властей вернуть домой военных, отправленных в Луганскую область.
Спустя год мобилизации жёны и матери мобилизованных пытались привлечь внимание к проблеме бессрочного пребывания на фронте через личные и публичные обращения к чиновникам с просьбами вернуть им мужчин или хотя бы провести ротацию. Власти начали блокировать ресурсы, на которых родственники мобилизованных координировали свои обращения в комментариях под выступлениями чиновников, а также письма к депутатам. В социальной сети «ВКонтакте» блокировали группы и публикации пользователей с хештегами #вернёмребят, #ротация. 7 ноября 2023 года в Москве на Театральной площади около 30 родственниц мобилизованных во время митинга коммунистов, посвящённого Октябрьской революции, вышли на пикет с плакатами «Мобилизованным пора домой» и «Нет бессрочной мобилизации». После этого для проведения аналогичных митингов в рамках законодательства начали координироваться и в других регионах. Родственницы мобилизованных намеревались провести 19 ноября митинги в разных городах, но из 30 городов и регионов, в которых объединялись родственники, только в семи были поданы заявки на митинги, которые были отклонены. В Кемеровской области и Красноярском крае домой к женщинам, состоящим в чатах, где обсуждаются такие акции, приходили полицейские. Позже власти Новосибирска разрешили провести закрытое мероприятие в формате собрания с чиновниками в местном доме культуры. На собрание звали родственников военных со всей страны, но чтобы попасть на него, требовалось было заранее зарегистрироваться и показать документ, подтверждающий мобилизацию родственника. Всего на встрече было около 60 человек. Внутрь попали съёмочные группы только подконтрольных региональным властям телеканалов. Женщины требовали ограничить одним годом предельный срок нахождения мобилизованных на войне, комиссовать всех раненых, а также расширить список болезней, из-за которых нельзя призывать в армию. О каких-либо конкретных итогах «митинга» ни организаторы, ни участники так ничего и не сообщили. 27 ноября жёны и родственники мобилизованных опубликовали манифест и петицию против бессрочной мобилизации. Также был запущен флешмоб: на стёкла автомобилей клеили стикеры с надписью «Vерните мужа! Я Zа#балась». Фотографии и описание флешмоба появились в телеграм-канале «Путь домой», который рассказывал о протестной деятельности родственников мобилизованных.
С 6 января 2024 года каждую субботу родственницы мобилизованных проводят в Москве акции протеста. С 6 апреля проводятся всероссийские акции протеста.

### Местные власти
Мэр Москвы Сергей Собянин 22 сентября пообещал мобилизованным москвичам социальную выплату в размере 50 тысяч рублей в месяц, а через два дня предложил оформлять трудовых мигрантов на службу в российскую армию в миграционном центре «Сахарово».
Рамзан Кадыров заявил, что в Чечне мобилизация проводиться не будет. Он пояснил это тем, что за время войны на Украине республика «перевыполнила план» призыва на 254 процента. Несмотря на публичный отказ от мобилизации, по данным источника «Новой газеты. Европа», власти Чечни мобилизовали в воинские части 564 человека, подавших заявление на получение загранпаспорта.
Губернатор Кемеровской области Сергей Цивилёв объявил о том, что студенты ВУЗов будут замещать мобилизованных сотрудников предприятий.

### Критика военкомов
С критикой военкомов выступили сразу несколько руководителей регионов, в частности Краснодарского края, Владимирской, Белгородской и Тюменской областей. Губернаторы признают, что многим повестки приходят по ошибке. Спикер Совета Федерации Валентина Матвиенко написала, что при мобилизации случаются «перегибы», сенатор Андрей Клишас призывал дать правовую оценку организаторам облав. В Магаданской области произошла отставка военкома.

### Информационное пространство
В связи с началом мобилизации в России выросла популярность термина «могилизация» (образовано от «могила» и «мобилизация»), что является проявлением чёрного юмора, а также слова «чмобик» (с одной стороны, это «частично мобилизованный», а с другой — напоминание о пейоративе «чмо»). Журналисты проекта «Продолжение следует» отметили, что некоторые СМИ стали заменять слово «мобилизованный» эвфемизмом «недавно призванные военнослужащие». Слово «мобилизация» вошло в тройку слов года в 2022.
Роскомнадзор потребовал, чтобы СМИ писали о мобилизации только по материалам органов власти, и пригрозил журналистам штрафами до 5 млн рублей и досудебной блокировкой. В региональных пабликах появились видео, где утверждалось, что власти мобилизуют только 300 тысяч «самых подготовленных» мужчин, служивших в армии. Все эти посты и видео сопровождал хештег #безпаники.
Государственные и провластные СМИ получили методичку о том, как нужно освещать это событие. В документе говорится, что Россия побеждала в войнах «только всем миром» — и только когда её жители считали, что идёт «война народная». Поэтому, делают вывод составители методички, сейчас до россиян следует донести один главный тезис: «Народ России должен сплотиться перед угрозой НАТО». По утверждению Кремля, альянс намерен «расчленить и разграбить» Россию. Пропагандисты должны объяснить читателям и зрителям, что вторжение России на Украину является одновременно и «спецоперацией», и «народной войной». Отдельный акцент Кремль просит сделать на том, что мобилизация якобы затронет только «1 % от списочного состава военнообязанных». Мобилизация называется «минимальной», а составители методички подчёркивают, что призывать будут только «опытных отслуживших мужчин». «Медуза» подробно рассказывала, что все эти тезисы не соответствуют действительности. По данным источников, близких к АП РФ, всё это задумано для уменьшения негативной реакции россиян на мобилизацию. Российские власти хотят направить гнев мобилизованных и их близких на военкоматы, которые «перегибают палку, чтобы выслужиться, и не хотят работать качественно, призывая опытных бойцов».
Также начал процветать новый коррупционный чёрный рынок услуг откоса: от пробива в базах пограничников с запретом на выезд до пересечения границ в обход погранпунктов и оформления брони в IT-компании. Значительная доля объявлений не предполагает реального предоставления услуг. На практике далеко не факт, что фиктивная справка поможет: людей призывают неизбирательно, несмотря на негодность, отсрочки и бронь.
После начала мобилизации в России резко выросло число свадеб. Мужчины, которых отправляют на войну, могли, показав повестку, оформить свои отношения в день обращения, а не через месяц. Так, например, в Бурятии с 1 по 21 сентября загсы в среднем регистрировали 83 свадьбы в неделю, а после 21-го — 662. Репортажи о свадебном буме выпустили десятки региональных СМИ.
По данным The Moscow Times, на фоне слухов о второй волне мобилизации и решения увеличить численность армии ещё на 350 тысяч человек, о котором объявил министр обороны Сергей Шойгу 21 декабря 2022 года, российским СМИ запретили распространять любые заявления о мобилизации, даже происходящие из Госдумы или Совета Федерации.
Руководство «Единой России» посчитало состоявшуюся мобилизацию одним из главных рисков для своих кандидатов на региональных выборах в сентябре 2023 года.
В декабре 2023 года МВД сообщило о первом случае лишения приобретённого российского гражданства за непостановку на воинский учёт.

#### Помощь призывникам и суды
Многочисленные правозащитные и общественные организации выразили готовность помогать попадающим под мобилизацию россиянам. В их числе «Агора», «Комитет солдатских матерей», «Школа призывника», «Движение сознательных отказников от военной службы», «Призыв к совести», «Гражданин и армия». СМИ также опубликовали памятки для призывников с советами по уклонению от мобилизации. Для помощи в уклонении был создан проект «Идите лесом». С помощью правозащитников женщинам удавалось возвращать домой своих мобилизованных мужчин, отстаивая в судах право на АГС.
В Пензе возбуждено первое уголовное дело за уклонение от мобилизации, но оно было признано незаконным и отменено.
К сентябрю 2023 года в российских судах «Вёрстка» нашла иски от 761 человека, получившего повестку. Из них 52 человека выиграли дело и вернулись домой из армии, у 39 человек была бронь на военном предприятии. Все, кто пытался оспорить мобилизацию на основании возраста или необходимости ухода за больным родственником, проиграли.

## Международная реакция

### Украина
Владимир Зеленский в интервью Bild отметил, что Украина ждала такого шага со стороны Владимира Путина, резюмировав: «Путин хочет утопить Украину в крови. Но также и в крови собственных солдат». В обращении по итогам 211-го дня вторжения России на Украину В. А. Зеленский указал, что решение о мобилизации является признанием поражений российской армии на фронте. Такое решение привносит войну в каждый российский дом. Также он призвал саботировать мобилизацию либо, в случае попадания на фронт, сдаваться в плен, так как в ином случае мобилизованные будут погибать.
Вице-премьер Украины Ирина Верещук рекомендовала принудительно мобилизованным россиянам сдаваться в плен под гарантии безопасности, которые обеспечивают Женевские конвенции. Она отметила, что Украина не будет обменивать военнопленных и возвращать их в Россию против их воли. Об этом же говорил советник главы офиса президента Украины Михаил Подоляк.
Для украинского общества мобилизация также не стала новостью: о ней говорили и писали с самого начала войны. В интернет-среде новости встретили мемами о «диванных войсках Российской Федерации» (людях, которые призывали к ужесточению войны в интернете и получили возможность реализовать свои идеи на деле), о компенсациях семьям погибших российских военнослужащих, и тому подобном.

### Международное сообщество
Представители правительств и дипломаты стран Европы, а также США в своих заявлениях охарактеризовали решение Путина о мобилизации как признак провала России в войне с Украиной и шаг к эскалации конфликта, а также указали на то, что решение свидетельствует о панике российского руководства. Некоторые представители отметили, что их правительства продолжат предоставление военной помощи Украине для защиты от российской агрессии.
Премьер-министр Нидерландов Марк Рютте назвал действия Путина «признаком паники», добавив при этом, что угроза ядерным оружием его не взволновала:

Это тоже своего рода риторика, которую мы уже не раз слышали.
Оригинальный текст (нид.)Ook een soort retoriek dat we vaker gehoord hebben.

Другие западные политики также выразили пренебрежение угрозами ядерной эскалации.
Премьер-министр Румынии Николае Чукэ отметил, что объявление о мобилизации и референдуме прозвучало в Международный день мира. Это же отметил Матти Маасикас, глава представительства ЕС в Украине.
Канцлер Германии Олаф Шольц назвал объявление мобилизации «актом отчаяния» Путина, отметив, что он постоянно недооценивает готовность украинского народа к сопротивлению.
Французский лидер Эммануэль Макрон заявил, что не может дать рационального объяснения шагам Владимира Путина на Украине. «У меня нет рационального объяснения. Мне кажется, это комбинация ресентимента, стратегии гегемонии в регионе и, я бы сказал, последствий COVID-19, изоляции», — отметил политик.
Бывший президент Монголии Цахиагийн Элбэгдорж опубликовал видео на ютуб-канале Всемирной федерации монголов с призывом к не желающим участвовать в войне против Украины тувинцам, бурятам и калмыкам бежать из России. По его словам, разные страны должны принять представителей малых народностей, которых российские власти отправляют на войну. В частности, Монголия готова приютить беженцев.
В МВД Казахстана уточнили, что не будут выдавать России граждан РФ, бегущих от мобилизации — только тех, кого объявят в международный розыск по уголовной статье.

## Последствия
Ещё до объявления мобилизации на компенсации семьям погибших и поддержку добровольцев и контрактников ушло почти пять миллиардов рублей. К ноябрю эти траты достигли 9,7 миллиарда. В ожидании помощи из центра субъекты ищут нужные на мобилизацию средства различными способами. Некоторые в добровольно-принудительном порядке собирают деньги на войну с сотрудников местных предприятий и бюджетников — такие затраты подсчитать сложно. Помимо этого, деньги тратят из резервных и внебюджетных фондов. Каждый третий субъект уже принял решение сократить траты на новогодние праздники ради помощи мобилизованным. Российские банки стали массово отказывать мужчинам мобилизационного возраста в выдаче ипотеки.
Почти половина семей мобилизованных в Хакасии оказалась за чертой прожиточного минимума.

### Обращения мобилизованных
Сталкиваясь с различными проблемами, связанными как с проведением мобилизации, так и с функционированием военного министерства в целом, мобилизованные стали записывать коллективные видеообращения. По их словам, в зоне боевых действий, несмотря на отсутствие подготовки или её наличие по другим военным специальностям, из них спешно формируют штурмовые отряды, которые отправляют в бой без поддержки артиллерии и техники. Раньше на штурм отправляли местных мобилизованных и заключённых, а когда они закончились, подразделения начали пополнять мобилизованными из России.
Мобилизованные из Татарстана записали обращение, в котором рассказали, что с ними обращались как с «пушечным мясом». Мобилизованные из Тувы жаловались на побои.
Мобилизованные из Башкортостана пожаловались на «очень скудные» условия без воды и еды. После этого мужчин отправили на фронт.
Мобилизованные из Чувашии устроили забастовку в учебном центре Ульяновска, требуя от главы республики немедленно перечислить им обещанные выплаты. После протеста чувашей возмущаться отсутствием выплат стали и мобилизованные из самой Ульяновской области. Они протестовали вечером 8 ноября. В учреждение подтянули Росгвардию, но обошлось без стычек. Протесты чувашских мобилизованных подтолкнули других губернаторов на выделение единовременных выплат призванным из своих регионов.
В Казани мобилизованные устроили забастовку из-за плохих условий проживания, ржавых автоматов 1970-х годов, из которых опасно стрелять, и отношения командования. Мобилизованные жаловались на то, что им не хватает воды, еды и дров, негде стирать вещи. Также 3 декабря стало известно, что в Казани десятки мобилизованных массово ушли из части. Их не выпускали к родным и не давали увольнительные. Мужчины прорвались через заграждение, завязалась потасовка.
Мобилизованные из Ярославской области отказались выходить на занятия ввиду недовольства нехваткой зимней формы, тепловизоров, раций, генераторов, биноклей и фонарей. По их словам, командиры уезжают в другую часть и забирают со складов предназначенную мобилизованным гуманитарную помощь. Также мужчины жаловались на качество тренировок и на то, что их распределяют по разным частям, хотя боевое слаживание они проходили вместе.
Мобилизованные из Татарстана (1231-й мотострелковый полк) обращение записали, в котором рассказали, что их полк отдали под руководство военных «ДНР» и они — «четвёртое пополнение, которое сюда приехало, и никто оттуда ещё не вернулся, где же все эти ребята?».
Самая показательная история произошла с мобилизованными из Иркутской области:
- 24 января 2023 — первое видеообращение. Мобилизованные полка № 1439 рассказали, что их готовили как тероборону, но «закинули в штурмовую группу» на территорию «ДНР». По словам военных, за два дня они потеряли два человека убитыми и 19 ранеными. Мобилизованные заявили, что не относятся ни к какой воинской части, еду покупают сами, лечатся за свой счёт.
- 25 февраля — второе видеообращение. Мобилизованные рассказали, что их распределили в первую Славянскую бригаду «ДНР». Из них за один день сформировали штурмовые отряды и отправили «на убой» — штурмовать авдеевский укрепрайон. По тем, кто отказывается идти в штурмовые подразделения, командиры «стреляют из автоматов и БМП». По их словам, один из батальонов их полка «практически полностью уничтожен».
- 26 февраля — ответ губернатора. Глава Иркутской области Игорь Кобзев написал, что скоро военных переведут «к новому месту службы».
- 27 февраля — третье обращение мобилизованных. Военные снова пожаловались, что их отправляют на штурм без подготовки, угрожают статьёй за дезертирство и обещают отправить в наступление, из которого они не вернутся. Попытавшегося заступиться за них замполита полка задержали и увезли.
- 3 марта 2023 — новость об уничтожении полка. Родственницы мобилизованных со ссылкой на военных рассказали изданию «Сибирь. Реалии», что в результате штурма авдеевского укрепрайона полк был «практически уничтожен». «Известно пока только о двоих раненых, остальные либо погибли, либо брошены там в тяжёлом положении», — рассказала одна из женщин.

Пока министерство обороны утверждало, что мобилизованные обучены и снабжены всем необходимым, они продолжали записывать ролики с жалобами. В большинстве роликов их лица скрыты или неразличимы из-за темноты. Общения с журналистами и они, и их родственники в основном избегали. Претензии военнослужащих от случая к случаю повторялись. Они были недовольны тем, что им обещали службу в теробороне, однако на деле переподчинили командованию аннексированных ДНР и ЛНР, после чего перебросили на передовую в зону боевых действий, используя как «пушечное мясо» в лобовых штурмах, получивших название «мясных».
Родственники мобилизованных из Хакасии, Алтайского края и Кемеровской области записали видеообращение, в котором утверждали о «выкупе» их мужчин, после формального обучения, добровольческим объединением «Ветераны» по 25 000 рублей «за голову». Их отправляли на штурмы на бахмутском направлении.

### Отказ воевать
За год после указа в российские военные суды поступило 3049 уголовных дел о самовольном оставлении части (статья 337 УК). Это более чем в два раза больше, чем за весь 2022-й год, и в три раза больше, чем за весь довоенный 2021-й. С марта 2023 года большинство подсудимых по этим делам — мобилизованные. Больше половины всех приговоров — условные. Такое решение принималось, чтобы осуждённого можно было отправить обратно на фронт. В 2023 году появилось более двух сотен дел о неисполнении приказа (332 УК). Неисполнением приказа обычно считается отказ военнослужащего отправиться на фронт. В марте 2023 года до судов дошли первые дела по самой суровой для отказников статье — о дезертирстве, то есть о бегстве со службы не на время, а навсегда. Также стали известны дела о нападении на начальника (334 УК) и добровольной сдаче в плен (352.1 УК).
Мобилизованных и других военнослужащих, которые отказываются воевать в зоне боевых действий, свозят в лагеря и держат в подвалах. Там им угрожают расстрелом, не кормят и обещают отправить домой только «грузом 200». Журналисты издания ASTRA сообщало о удержании около 300 мобилизованных в одном только селе Зайцево Луганской области и утверждали о существовании как минимум ещё нескольких «подвалов» на оккупированных территориях: Завитне Бажання, Старомлыновка и Докучаевск Донецкой области, а также Рубежное, Кременная, Перевальск и Макарово Луганской области.
30 ноября 2022 года суд впервые принял решение в пользу мобилизованного. Гатчинский суд Ленинградской области удовлетворил иск Павла Мушуманского и признал его призыв незаконным. Ранее он проходил только альтернативную гражданскую службу. Однако, несмотря на это, его мобилизовали и направили в войсковую часть. Там молодой человек отказался надевать форму и брать в руки оружие, так как он глубоко верующий христианин, который родился и воспитывался в семье верующих родителей. Суд постановил вернуть его домой, признав неизменными его религиозные убеждения и конституционное право не брать в руки оружие по убеждениям. 16 марта 2023 года суд подтвердил его право на АГС при мобилизации.

## Потери
Часть свежемобилизованных сразу отправили на передовую для закрытия брешей в обороне. Уже с октября подразделения мобилизованных начали нести существенные потери. На 8 августа 2025 года Би-би-си совместно с изданием «Медиазона» по открытым данным установили личности 13 460 погибших мобилизованных (это 11 % установленных российских потерь). Как минимум 65 из них погибли ещё до отправки на фронт. Среди погибших мобилизованных не менее 598 офицеров. Полные потери мобилизованных могут быть гораздо выше, поскольку во многих сообщениях о солдатах, погибших на Украине начиная с октября, не указывается их статус — поэтому иногда невозможно понять, служил ли он контрактником, ушёл на фронт добровольцем или был мобилизован. Кроме того, количество военных, о гибели которых есть открытые данные, по крайней мере вдвое меньше полного количества лишь захороненных в России.
«Новая газета. Европа» по открытым данным посчитала, что за два месяца с 21 сентября 2022 года погибло не меньше 217 мужчин, получивших повестки. В среднем мобилизованные погибают через 23,5 дня после отъезда из дома. По самым консервативным оценкам, сиротами стали 159 детей в 91 семье.
В 2023 году число подтверждённых по открытым источникам потерь продолжило расти: в 2022 году в интернете публиковалось еженедельно 200—300 некрологов убитых на фронте россиян, в январе 2023: 500—600, в феврале эта цифра выросла до 800—900 имён убитых еженедельно. Полные потери могут быть гораздо выше.

### Перед поступлением на фронт
К 19 апреля 2024 года только по открытым источникам установлены имена 65 мобилизованных, умерших на сборных пунктах и в воинских частях, не успев попасть на фронт. Причины смерти не всегда ясны, но среди известных случаев называют проблемы со здоровьем, суициды, дедовщину, отравление алкоголем и наркотиками. Журналистам Би-би-си удалось найти лишь одно возбуждённое уголовное дело по факту смерти мобилизованного. Подробную информацию об инцидентах власти не раскрывают, списывая вину на естественные причины и самих погибших. Также известно о случае, когда мобилизованный в нетрезвом состоянии до смерти избил командира.

### На фронте
В начале ноября 2022 года на войне с Украиной наблюдаелся резкий рост потерь среди мобилизованных россиян, а также в подразделениях добровольцев. После поступления первых мобилизованных на фронт цифры потерь РФ, сообщаемые Украиной, резко возросли. Летом и в начале осени ВСУ сообщали в среднем о 200 потерь в живой силе РФ в день, а после попадания мобилизованных россиян на фронт сообщаемая цифра потерь возросла до 600 в день и более. За 2 ноября сообщалось о 800 человек потерь в живой силе РФ. Многие эксперты эти оценки считали завышенными, но никакие другие источники о ежедневных потерях РФ не сообщали. Мобилизованных бросали на линию фронта почти без подготовки. Появились многочисленные свидетельства мобилизованных, которые попали в плен или отступили с большими потерями. Выжившие описывали похожую ситуацию отправки на фронт с целью заткнуть дыры на передовой, недостаточное снабжение, отсутствие связи и командования. В качестве причин роста числа потерь назывались плохая координация мобилизованных из-за переноса штабов глубоко в тыл, а также ситуация, когда мобилизованных без или с недостаточной подготовкой посылали прямо на линию огня.
К 21 октября было известно о гибели 26 мобилизованных в возрасте от 23 до 40 лет из разных регионов. Некоторые из погибших оказались на фронте уже через неделю после призыва. Неизвестное число мобилизованных числится пропавшими без вести, а несколько призывников попали в украинский плен. Родные погибших подтверждают, что военнослужащих отправляют в зону боевых действий фактически без подготовки, некоторые не были даже на стрельбах.
Осенью 2022 года 252-й мотострелковый полк пополнили мобилизованными, которых после двухнедельной подготовки вооружили лишь автоматами и гранатами. Солдат отправили на передовую, где они попали под обстрел. Первый взвод, куда зачислили мобилизованных, понёс потери, обеспечения провизией не было, закончились еда, патроны и вода. Выжившие 39 человек из первого взвода отступили. Командование части не имело представления о местонахождении взвода. Военнослужащих хотят обвинить в дезертирстве.
В октябре при отступлении из Лимана один из взводов 15-го мотострелкового полка, собранный во многом из мобилизованных без обучения, с одними автоматами из оружия, потерял около половины состава.
5—6 ноября начали поступать сообщения о массовой гибели и ранениях мобилизованных, брошенных под обстрел с целью заткнуть прорехи на фронте у Сватова и Макеевки. Выжившие после обстрелов военные РФ и их родные, со слов военнослужащих, рассказали о разбитом под Макеевкой батальоне мобилизованных из Воронежской области. Батальон выставили на линию соприкосновения с приказом окапываться при острой нехватке лопат. Задачи поставлено не было, связи не было. После начавшегося обстрела артиллерией, РСЗО, миномётами, атак с дронов, согласно сообщениям с фронта, больше половины батальона погибло. Один из выживших солдат рассказал журналистам, что из личного состава в 570 человек в живых осталось 29 в строю и 12 раненых. Мобилизованный из Воронежа, попавший под обстрел в составе подразделения из 128 человек, вернулся в числе всего 12 человек выживших. Со слов мобилизованных, командование не разрешает им отступать из-под обстрелов, угрожая расстрелом, отступать не дают российские блокпосты с тыловой стороны линии боев. Более опытные военнослужащие комментируют прибытие мобилизованных уничижительными переговорами по радио.
8 ноября появились сообщения, что около 20 матерей и жён мобилизованных прибыли в Валуйки Белгородской области и требуют от военной прокуратуры выпустить солдат из зоны боев. Они предполагают, что мобилизованных бросают на передовую для разведки огневых позиций украинской армии. Мобилизованные попадают под обстрел как украинских сил, так и, возможно, сил РФ. Аналитики указывают, что командование могло иметь или не иметь намерения направлять в бой мобилизованных для выявления огневых точек ВСУ — командование просто решало поставленную задачу удержания позиций, используя доступные ресурсы — контрактников, добровольцев, завербованных заключённых, а затем и мобилизованных. 10 ноября одна из жён сообщила, что отступившую роту мобилизованных доставили в часть в Валуйки. Вторая рота осталась на передовой по-прежнему без снабжения и с обстрелом от своих при попытке отхода.
1 января 2023 года Украина нанесла ракетный удар по месту дислокации мобилизованных в Макеевке на аннексированной территории Донецкой области. Здание ПТУ полностью разрушено, по данным Украины, погибло около 400, ранено около 300 человек. По данным Минобороны РФ, погибло 89 российских военнослужащих. Журналисты русской службы Би-би-си на основе открытых источников установили имена 139 погибших военных, из которых не менее 107 были мобилизованными. Это самая крупная известная единовременная потеря российской армии, но для мобилизованных — не единственная.
За первый год с начала мобилизации каждый пятый погибший мобилизованный не прожил и двух месяцев после получения повестки; среди погибших есть 19-летний и 62-летний мобилизованный.

### Плен
К 12 октября 2022 года, согласно заявлению депутата Верховной рады Украины Егора Чернева, в плену оказались десятки мобилизованных. По сообщению украинских властей, некоторые мобилизованные при сдаче в плен воспользовались государственным ресурсом «Хочу жить».

## Оценки
Эскалация последовала за широкомасштабным контрнаступлением Украины в Харьковской области в последние недели. Украина отвоевала несколько сотен населённых пунктов, находившихся под российской оккупацией в течение нескольких месяцев. По информации британской разведки, Путин был вынужден нарушить свою собственную публичную позицию, в которой война на Украине была «специальной военной операцией», а не полномасштабным конфликтом. «Эти новые меры, скорее всего, были выдвинуты из-за публичной критики и знаменуют собой дальнейшее развитие стратегии России», — заявили в Министерстве обороны Великобритании. По мнению министра обороны Великобритании Бена Уоллиса, объявление мобилизации в России следует расценивать как признание Кремлём того факта, что вторжение на Украину провалилось.
Аналитики CIT посчитали мобилизацию проваленной — как минимум в части набора людей с нужным опытом, их материально-технического обеспечения и подготовки.
Некоторые политологи сравнили подход федеральных властей с периодом пандемии: за проблемы стали отвечать региональные власти, оттягивая на себя негатив граждан, а федеральный центр оставил себе роль раздающего выплаты и информирующего об успехах.
ВВС делает предположение, что, по-видимому, российское командование не планировало продолжительной войны на Украине, и планирование ориентировалось на краткую «спецоперацию». После военной реформы 2008—2012 годов армия РФ была предположительно преобразована в небольшую, высокопрофессиональную и хорошо оснащённую. Военная машина РФ не сработала на Украине — наиболее боеспособные части армии были быстро выведены из строя и пришлось сделать шаг к многочисленной армии прошлого — прибегнуть к мобилизации. Однако военная машина РФ оказалась малоспособна принять большое количество плохо подготовленных свежемобилизованных — им не хватает обмундирования, оружия, опытных командиров и условий для подготовки и размещения. Часть мобилизованных сразу отправили на передовую для затыкания прорех в обороне, где они понесли потери. Снимается с консервации техника середины прошлого века, закупаются беспилотники у Ирана и боеприпасы у Северной Кореи. При всех организационных недостатках призыва он генерирует важный фактор — людской ресурс.
Главнокомандующий ВСУ Валерий Залужный высказал мнение:

…российская мобилизация сработала. Неправда, что их проблемы настолько ужасны, что эти люди не будут бороться. Они будут. Царь велел им идти на войну, и они идут на войну. Я изучал историю двух чеченских войн — там было то же самое. Может быть, они не так хорошо оснащены, но они всё равно представляют для нас проблему. По нашим оценкам, у них есть резерв в 1,2-1,5 млн человек

Начальник Генштаба РФ Валерий Герасимов отметил, что «система мобилизационной подготовки в нашей стране оказалась не полностью адаптирована под новые современные экономические отношения, поэтому пришлось всё исправлять на ходу».

### Прогнозы

#### Влияние на ход войны
По мнению ISW, мобилизация не повлияет на ход конфликта в 2022 году и, возможно, не окажет очень существенного влияния на способность России поддерживать свой нынешний уровень усилий в 2023 году. Служба по призыву в российской армии длится всего год, и после неё срочники не проходят дополнительных тренировок, у российских военных в запасе мало боевого опыта. Кроме того, неэффективная и немотивированная бюрократическая система, ответственная за мобилизацию, может помешать введению в строй необходимых боеспособных резервных сил. Хотя министр обороны Шойгу утверждал о намерении призвать именно резервистов с боевым опытом, сейчас такой есть у очень немногих резервистов, помимо тех, что уже сейчас воюют на Украине. Мобилизованных может хватить для компенсации потерь и сохранения человеческих ресурсов на текущем уровне до 2023 года, хотя даже это не факт. Судя по словам Шойгу о том, что мобилизация будет разворачиваться в несколько фаз, быстрого притока солдат на фронт не будет, так что мобилизация не лишит Украину возможности освободить ещё больше своих земель до конца зимы. Путину придётся устранить основные проблемы российского военного персонала и техники, чтобы мобилизация оказала какое-либо существенное влияние на ход войны в долгосрочной перспективе. Судя по всему, он не предпринимает таких усилий.
Эксперты отмечают, что Россия страдает из-за нехватки инфраструктуры для подготовки и экипировки мобилизованных, что вызвано большими потерями техники и амуниции на поле боя и упразднением многих структур материально-технического обеспечения и управления, которые когда-то позволяли странам бывшего Советского Союза быстро обучать и вооружать мобилизованных призывников. Кроме того, отмечается отсутствие мотивации у мобилизованных, среди которых есть, например, и задержанные на митингах против мобилизации, которым вручали повестки.
Британская разведка предположила, что Россия столкнётся с административными и материально-техническими трудностями при подготовке войск. В результате многие из призванных российских военнослужащих могут быть отправлены на линию фронта с минимальной подготовкой, что приведёт к высокой смертности на поле боя.
The Washington Post отмечает, что, объявив мобилизацию, Путин сильно рискует: по данным опросов, из-за мобилизации молодые мужчины могут начать выступать против войны.
Пресс-секретарь минобороны США генерал Патрик Райдер прокомментировал мобилизацию: «это может решить кадровую проблему, но не проблемы логистики, поддержки и морального духа».

#### Долгосрочное влияние на экономику и общество
Экономист Владислав Иноземцев утверждает, что отток людей за границу и уход работников с легального рынка труда ради избегания мобилизации нанесёт урон компаниям и вызовет падение спроса, рост масштабов коррупции подорвёт остатки бизнес-инициативы, массовая мобилизация жителей сёл и небольших городов поставит местную экономику на грань краха, а новые пакеты санкций нанесут экономике дополнительный урон.
Глава Центробанка Эльвира Набиуллина заявила, что мобилизация стала новым фактором роста инфляции. В первые месяцы из-за снижения потребительского спроса её эффекты будут дезинфляционными, но затем может проявиться проинфляционное действие.
По анализу экономистов Олега Ицхоки и Максима Миронова, Россия может потерять больше 10 % мужчин в возрасте 20-29 лет в результате потерь на войне и эмиграции. После завершения войны Россию ожидает всплеск преступности. Также значительное число детей, особенно в бедных регионах, останется без отцов, что приведёт к новой волне всплеска преступности через 5-10 лет, когда эти дети станут подростками.
По мнению журналиста Андрея Перцева, выделяя участников войны в привилегированную группу, власть провоцирует раскол российского общества.

## Нормативные правовые акты и законопроекты
- Федеральный закон от 26.02.1997 № 31-ФЗ «О мобилизационной подготовке и мобилизации в Российской Федерации»
- Указ Президента Российской Федерации от 21.09.2022 № 647 «Об объявлении частичной мобилизации в Российской Федерации»
- Федеральный закон от 24.09.2022 № 365-ФЗ «О внесении изменений в Уголовный кодекс Российской Федерации и статью 151 Уголовно-процессуального кодекса Российской Федерации»
- Указ Президента Российской Федерации от 24.09.2022 № 664 «О предоставлении отсрочки от призыва на военную службу по мобилизации»
- Указ Президента Российской Федерации от 05.10.2022 № 712 «О внесении изменения в Указ Президента Российской Федерации от 24 сентября 2022 г. № 664 „О предоставлении отсрочки от призыва на военную службу по мобилизации“»
- Федеральный закон от 07.10.2022 № 376-ФЗ «О внесении изменений в Трудовой кодекс Российской Федерации»
- Федеральный закон от 07.10.2022 № 377-ФЗ «Об особенностях исполнения обязательств по кредитным договорам (договорам займа) лицами, призванными на военную службу по мобилизации в Вооружённые Силы Российской Федерации, лицами, принимающими участие в специальной военной операции, а также членами их семей и о внесении изменений в отдельные законодательные акты Российской Федерации»
- Федеральный закон от 07.10.2022 № 378-ФЗ «О внесении изменений в статьи 166 и 169 Жилищного кодекса Российской Федерации и Федеральный закон „О внесении изменений в отдельные законодательные акты Российской Федерации“»
- Перечень поручений по вопросам оказания поддержки гражданам, призванным на военную службу по мобилизации, и членам их семей (утв. Президентом РФ 19.10.2022)
- Федеральный закон от 20.10.2022 № 409-ФЗ «О внесении изменений в Федеральный закон „Об ипотечных ценных бумагах“ и отдельные законодательные акты Российской Федерации»
- Указ Президента Российской Федерации от 02.11.2022 № 787 «О единовременной денежной выплате военнослужащим, проходящим военную службу по контракту в Вооружённых Силах Российской Федерации»
- Федеральный закон от 04.11.2022 № 419-ФЗ «О внесении изменений в отдельные законодательные акты Российской Федерации»
- Федеральный закон от 04.11.2022 № 421-ФЗ «О внесении изменений в Федеральный закон „О мобилизационной подготовке и мобилизации в Российской Федерации“»
- Федеральный закон от 04.11.2022 № 434-ФЗ «О внесении изменений в Трудовой кодекс Российской Федерации»
- Указ Президента Российской Федерации от 25.11.2022 № 854 «О государственном информационном ресурсе, содержащем сведения о гражданах, необходимые для актуализации документов воинского учёта»
- Федеральный закон от 19.12.2022 № 545-ФЗ «О внесении изменений в статьи 302 и 351-7 Трудового кодекса Российской Федерации»
- Федеральный закон от 14.04.2023 № 127-ФЗ «О внесении изменений в отдельные законодательные акты Российской Федерации»
- Федеральный закон от 28.04.2023 № 155-ФЗ «О внесении изменений в статью 8 Федерального закона „О порядке предоставления Российской Федерацией военного и гражданского персонала для участия в деятельности по поддержанию или восстановлению международного мира и безопасности“ и статью 8 Федерального закона „О безопасности“»
- Федеральный закон от 24.06.2023 № 269-ФЗ «О внесении изменений в отдельные законодательные акты Российской Федерации»
- Федеральный закон от 24.07.2023 № 326-ФЗ «О внесении изменений в отдельные законодательные акты Российской Федерации»
- Федеральный закон от 04.08.2023 № 439-ФЗ «О внесении изменений в отдельные законодательные акты Российской Федерации»
- Федеральный закон от 04.08.2023 № 436-ФЗ «О внесении изменений в отдельные законодательные акты Российской Федерации»
- Постановление Правительства Российской Федерации от 19.04.2024 № 506 "О государственной информационной системе «Единый реестр сведений о гражданах, подлежащих первоначальной постановке на воинский учёт, гражданах, состоящих на воинском учёте, а также о гражданах, не состоящих, но обязанных состоять на воинском учёте»
- Указ Президента Российской Федерации от 31.07.2024 № 644 «О единовременной денежной выплате военнослужащим, проходящим военную службу по контракту в Вооруженных Силах Российской Федерации»

- Законопроект № 201632-8 «О внесении изменений в статью 18 Федерального закона „О мобилизационной подготовке и мобилизации в Российской Федерации“» (о расширении категорий граждан, имеющих право на отсрочку от призыва на военную службу по мобилизации)
- Законопроект № 206845-8 «О внесении изменений в Федеральный закон „О мобилизационной подготовке и мобилизации в Российской Федерации“»
- Законопроект № 220935-8 «О внесении изменения в статью 17 Федерального закона „О мобилизационной подготовке и мобилизации в Российской Федерации“» (в части освобождения от мобилизации граждан, имеющих ученую степень доктора наук или кандидата наук)
- Законопроект № 529867-8 «О внесении изменений в статью 2 Федерального закона „Об особенностях уголовной ответственности лиц, привлекаемых к участию в специальной военной операции“» и статьи 34 и 51 Федерального закона «О воинской обязанности и военной службе»"